# Cavia porcellus
Cochon d'Inde, Cobaye domestique, Cobaye
Pour les articles homonymes, voir Cobaye et Cochon (homonymie).
Espèce
Statut de conservation UICN

 LC  : Préoccupation mineure
Le cochon d'Inde (Cavia porcellus) ou Cobaye, également nommé Cuy pour sa forme lourde, est un rongeur grégaire de taille moyenne, appartenant à la famille des Caviidae et originaire d’Amérique du Sud. C'est l'espèce domestiquée issue essentiellement du cobaye sauvage Cavia tschudii.
D'abord élevé pour sa chair dans les pays andins, puis comme animal de laboratoire, le cobaye est aussi souvent adopté comme animal de compagnie par ceux qui apprécient son caractère calme et sa facilité d'élevage.
L'espèce a été décrite pour la première fois en 1758.

## Dénominations
- Nom scientifique valide : Cavia porcellus (Linnaeus, 1758)[1]
- Synonymes scientifiques : Cavia cobaya, Cavia anolaimae, Cavia cutleri, Cavia leucopyga, Cavia longipilis[3] et Cavia aperea porcellus[4].
- Nom recommandé ou typique en français : Cochon d'Inde[5],[6]
- Autres noms vulgaires (vulgarisation scientifique) : Cobaye domestique[5], Cobaye commun... ou plus simplement Cobaye comme toute espèce du genre Cavia.
- Noms vernaculaires (langage courant) : ils sont très nombreux selon les régions de France ou d'ailleurs (Pour plus de détails, voir plus bas, la section Le cochon d'Inde dans la culture).

### Étymologie
Le mot « Cobaye » viendrait du tupi-guarani « cabiai » . Ce nom amérindien désigne aussi une autre espèce de rongeur de la même zone géographique, le Grand cabiai ou Capybara (Hydrochaeris hydrochaeris).
Malgré leur nom, les « cochons d'Inde » ne sont pas des porcs et ils ne viennent pas du sous-continent indien.
Ce nom vient du cri de l'animal, semblable à celui du porc, et du fait qu'il vienne d'Amérique du Sud appelée autrefois les Indes.
À noter que son nom dans plusieurs langues européennes signifie « lapin de mer » du fait que les premiers importateurs de l'espèce les faisaient venir par bateau.

## Origine
Le cobaye a été domestiqué à l'époque précolombienne, en élevant le cochon d'Inde sauvage Cavia tschudii, proche également de Cavia fulgida et Cavia aperea,. Le cobaye est toujours élevé traditionnellement dans les Andes pour sa chair, en particulier en Équateur, au Pérou et en Bolivie.
Les commerçants hollandais découvrent en Guyane cet animal exotique élevé par les Indiens locaux. Ils le rapportent en Europe, comme animal de compagnie pour leurs enfants, en 1670. En 1880, très prolifiques, des individus sont vendus jusqu'en Angleterre et en France. D'abord réservés à une élite, les cobayes, faciles à élever, sont rapidement devenus populaires en tant qu'animaux exotiques de compagnie mais aussi de laboratoire.
En 2007, des fouilles dans un sous-sol du centre-ville de Mons en Belgique mettent au jour des restes d'un cochon d'Inde datant du XVIe siècle, c'est-à-dire de l'époque où l'animal vient à peine d'être découvert en Amérique. Une découverte antérieure en Grande-Bretagne laissait croire que détenir un cobaye à la Renaissance était un signe de grande richesse, il s'avère que cet animal de compagnie, qui se reproduit très facilement, était déjà à la portée d'un plus large échantillon de la population.

## Description

### Conformation

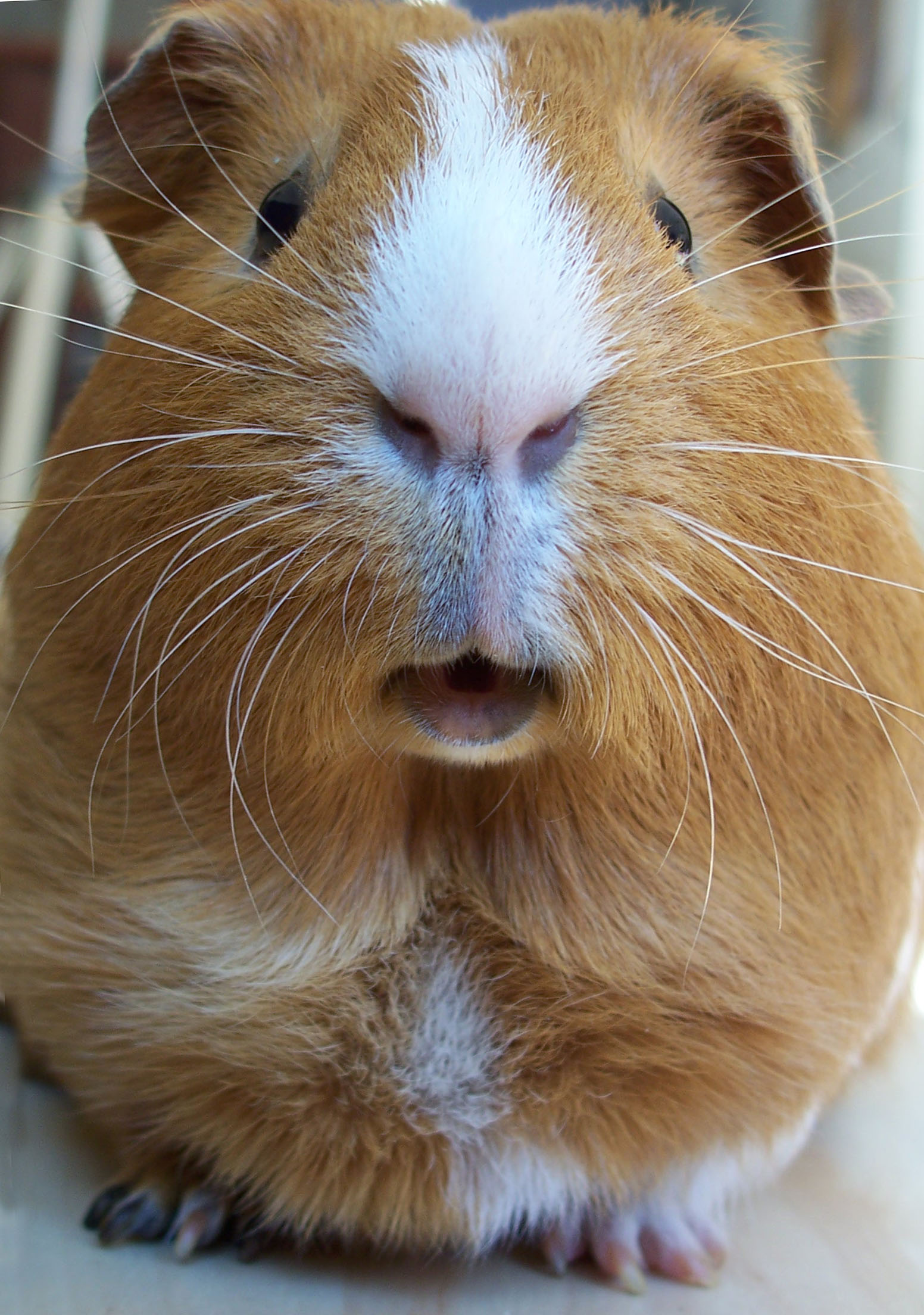
Cobaye vu de face.

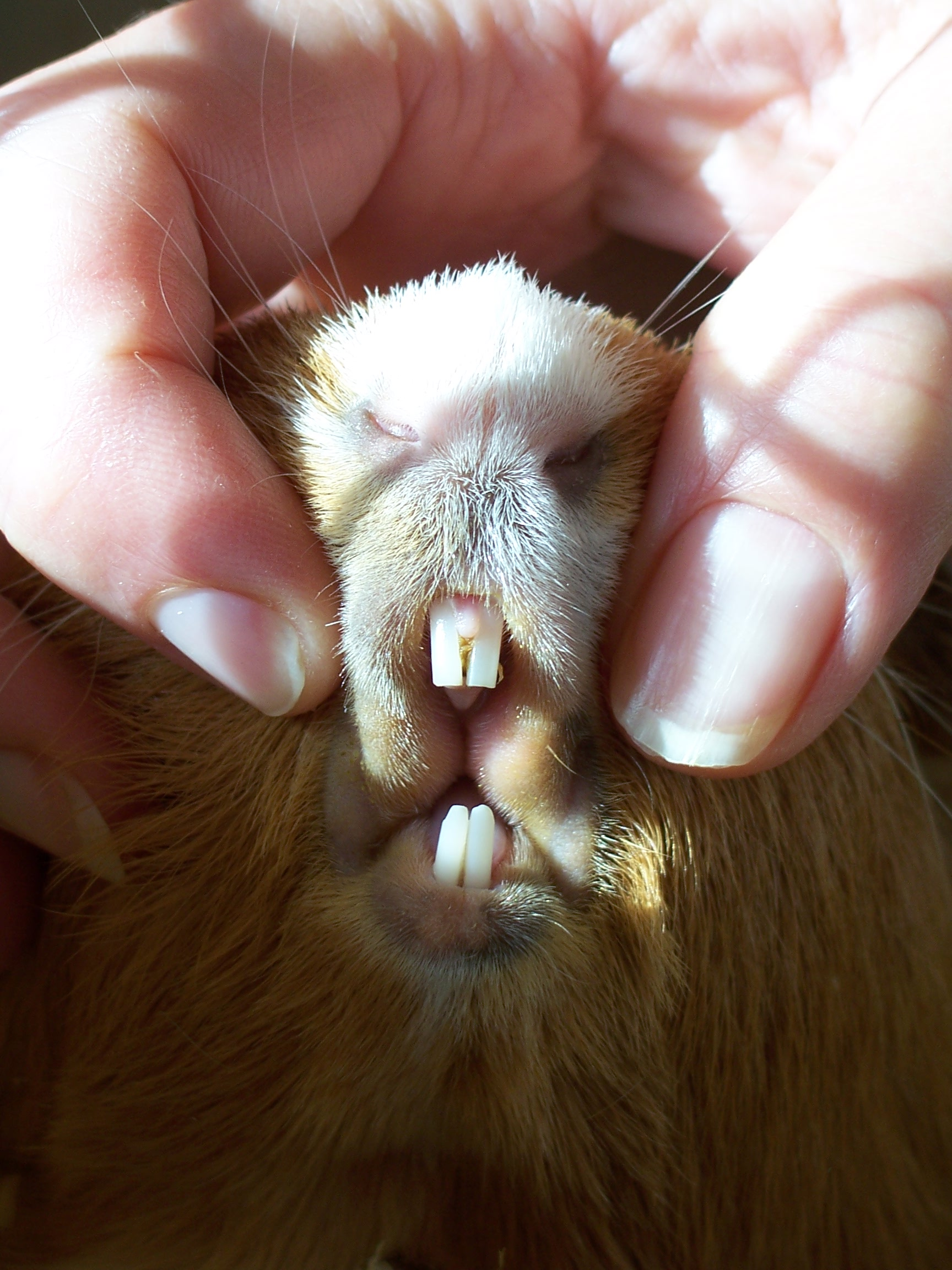
Incisives d'un cochon d'Inde en bonne santé.

Les cobayes sont de taille relativement grande pour des rongeurs, puisqu'ils pèsent entre 0,5 et 1,7 kilogramme et mesurent de 11 à 50 centimètres de long. Ils vivent trois à quatre ans en moyenne, huit au maximum voire rarement 10 ans pour certains d'entre eux.
Le corps de l'animal adulte est massif. Les pattes sont relativement courtes. Les membres antérieurs ont quatre doigts et les postérieurs trois, ils se terminent par des griffes acérées. Il n'y a pas de queue apparente.
La tête est située dans le prolongement du corps, sans cou visible. Elle est terminée par un museau arrondi avec des narines écartées formant des fentes presque horizontales. Les vibrisses, ou moustaches, sont de taille moyenne, implantées dans toutes les directions et servent au cochon d'Inde à s'orienter dans l'obscurité.
La gueule est petite, arrondie et située très bas sous le museau. Comme tous les rongeurs ils ont des grandes incisives qui poussent continûment. Elles s'usent naturellement par frottement mutuel, sauf si l'animal est atteint d'une malocclusion dentaire.
Les oreilles sont assez courtes, larges, fines, presque translucides chez les animaux clairs, couvertes d'un poil très court et rare. Elles sont situées vers l'arrière de la tête, de forme ondulante, « en feuille de chou » et parfois repliées vers l'avant avec une zone d’alopécie derrière chaque oreille.
Les yeux, situés latéralement, couvrent un champ de 340°. Ils peuvent être très ronds ou en amandes, légèrement saillants, noirs si le sujet n'est pas albinos et sans paupières visibles
Le dimorphisme sexuel est peu apparent.
Le pelage, court, dru et brun à l'origine (agouti), a donné par sélection au sein des élevages de très nombreuses variantes de coloris, de texture et de longueur. Le cobaye mue deux fois par an (en automne, il remplace ses fins poils d'été apparus au printemps par des poils plus épais pour faire face aux rigueurs de l'hiver). Ces périodes peuvent varier si le cobaye est élevé en intérieur à température constante (ce qui contribue à "dérégler" ces mécanismes naturels).

### Sens
Leur acuité visuelle est assez mauvaise. Leur vision scotopique n'est qu'en noir et blanc et leur permet principalement de distinguer les variations de luminosité.
L'odorat est le sens le plus développé du cobaye. L'organe de Jacobson (ou organe voméro-nasal) permet au cochon d'Inde de reconnaître sa nourriture, son territoire et surtout ses congénères grâce à l'odeur de leur urine et celle des sécrétions corporelles. On peut ainsi faciliter la cohabitation de deux cochons d'Inde ne se connaissant pas en les plaçant dans une cage propre après les avoir tous deux bien lavés avec un shampoing identique.

### Variations génétiques

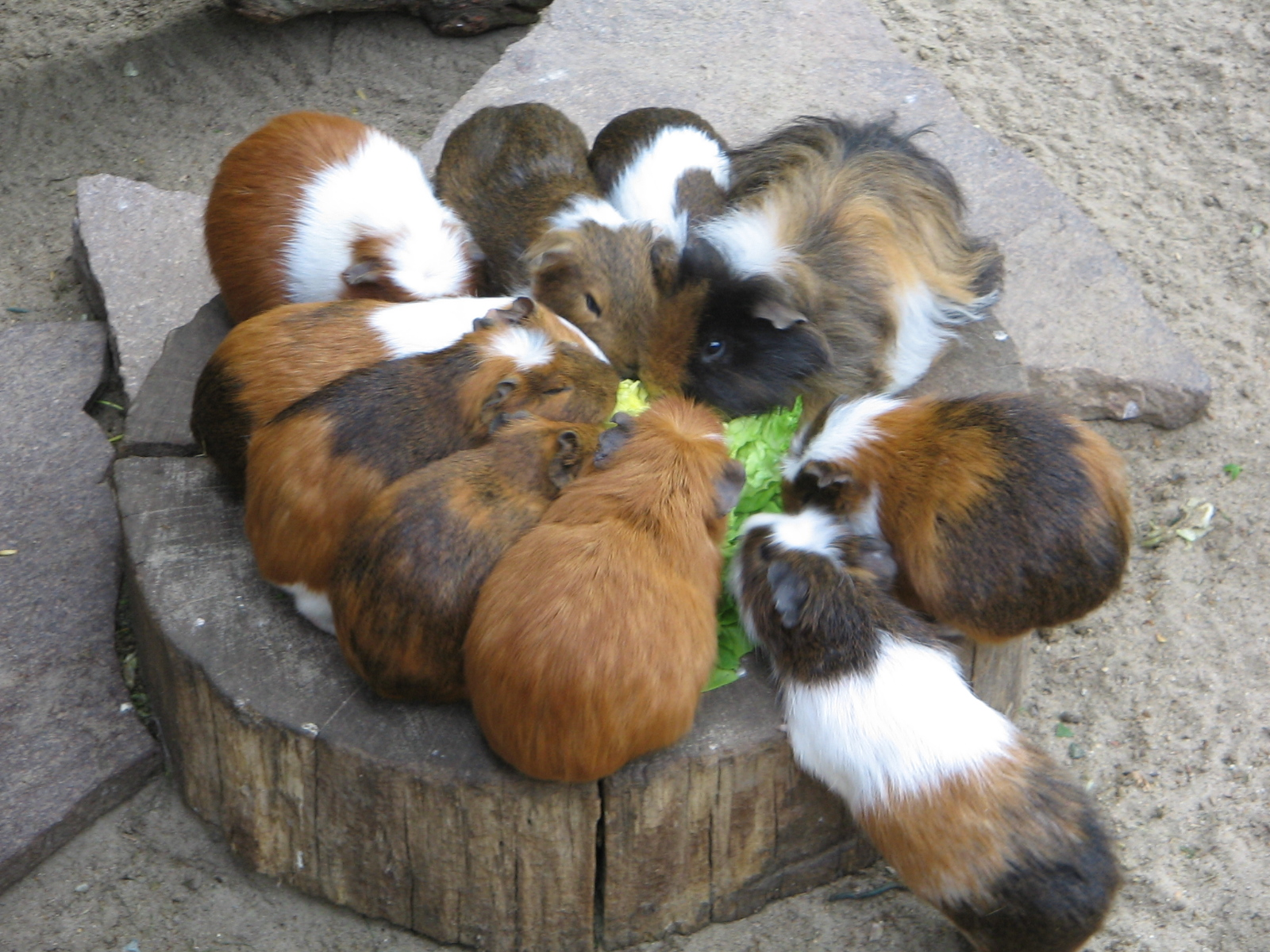
Cochons d'Inde communs de différents coloris et pelage: poil court, long et couronné.

Le cobaye a un génome de 64 chromosomes et des phénotypes très variables. Les cobayes domestiqués appartiennent à de nombreuses races qui ont été développées depuis leur arrivée en Europe et en Amérique du Nord. Ces races varient considérablement par leurs robes et leurs couleurs. On trouve désormais de plus en plus d'éleveurs spécialisés qui proposent différentes races, couleurs et marquages comme :

#### Cobayes à poils lisses
- L'UPL (unicolore poil lisse), le cobaye classique
- Le Couronné (avec une rosette sur la tête) Il existe le couronné anglais avec la rosette de la même couleur que le corps et le couronné américain avec une rosette de couleur différente.

#### Cobayes à poils longs
- Le Shelty, qui a les poils qui partent vers l'arrière,
- Le Coronet (Shelty couronné),
- Le Péruvien au poil long et lisse dirigé vers l'avant (deux rosettes sur les fesses),
- L’Alpaga est un Péruvien aux poils frisés. Comme le Péruvien, il a les poils qui partent vers l’avant, le pony bouclé, et il possède deux rosettes au bas du dos.
- Le Texel au poil long et ondulé qui doit son nom à l'île de Texel aux Pays-Bas où il a dû apparaître,
- Le Mérino (Texel couronné) qui doit son nom au mouton Mérinos,
- Le Mohair : c’est un Alpaga avec des rosettes en trop.

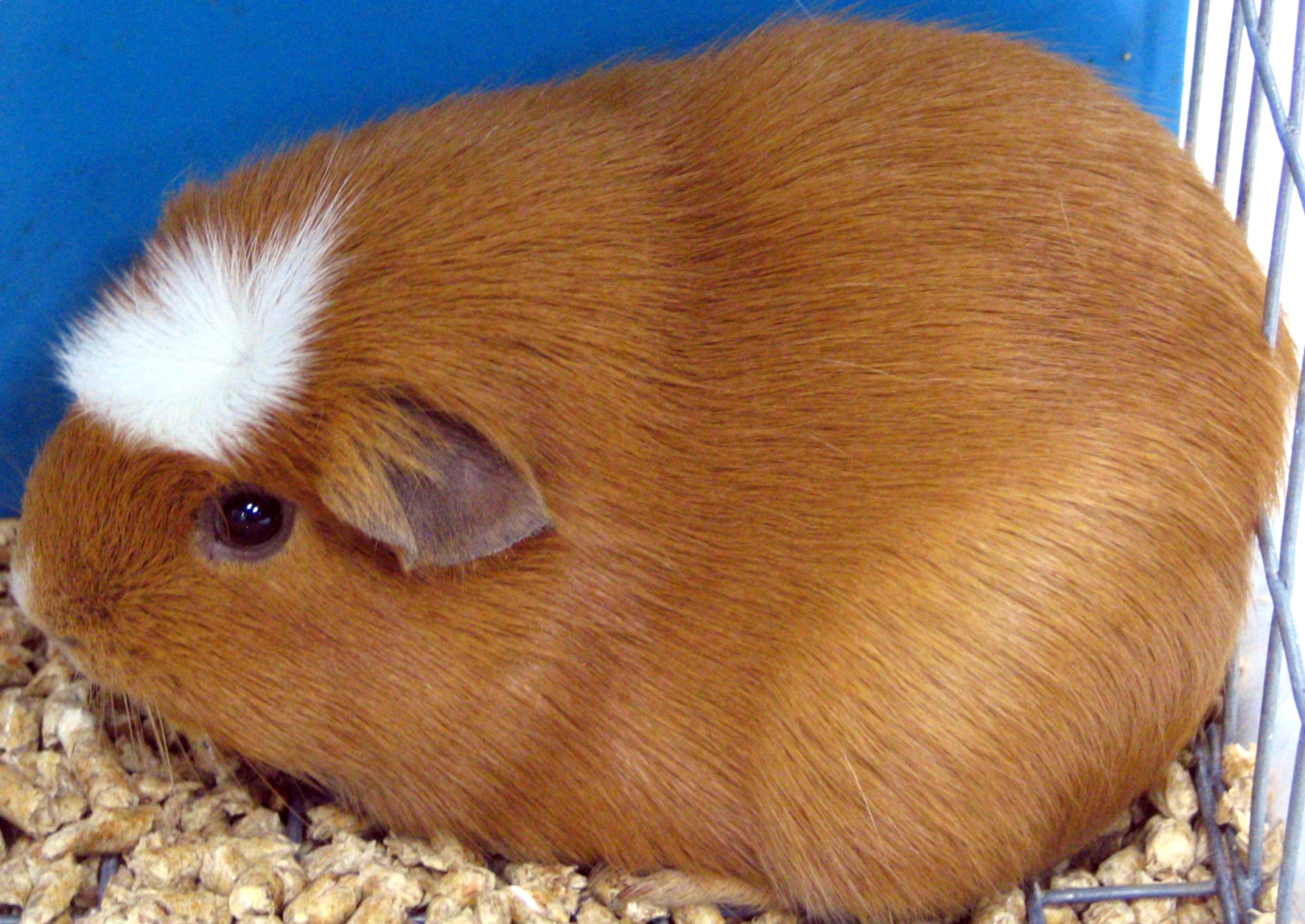
Cochon d'Inde couronné américain.
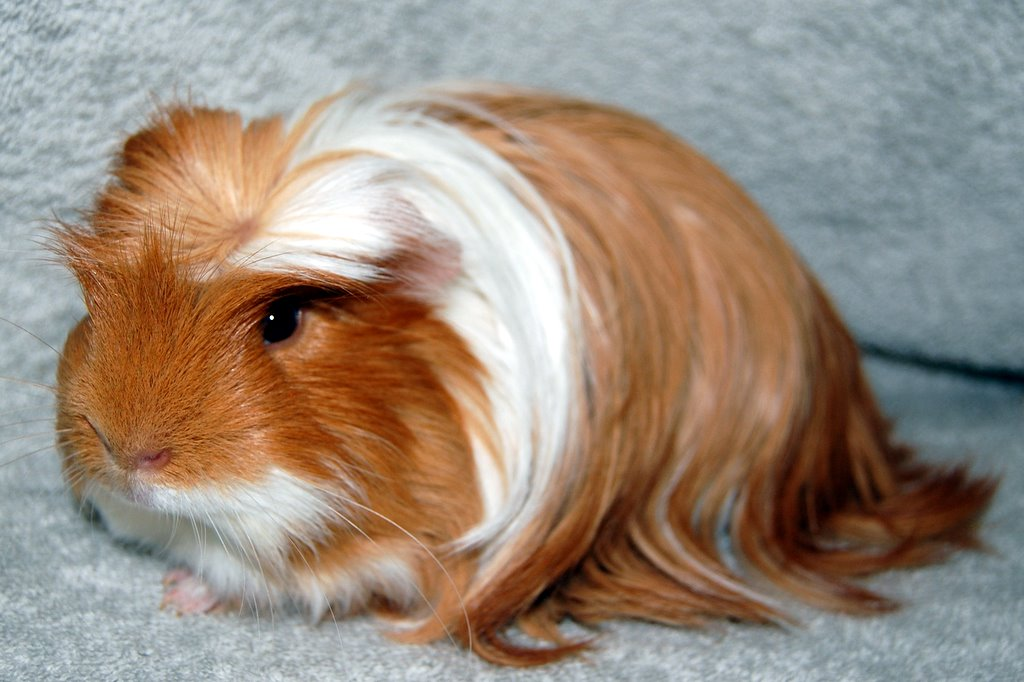
Cochon d'Inde Coronet.
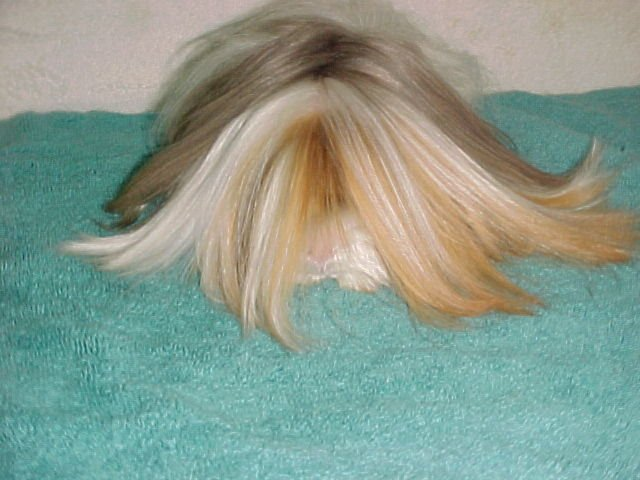
Péruvien satin de couleur lilas, orange et blanc.

#### Cobayes à poils durs (ou dressés)
- L'Abyssinien, cochon d'Inde à huit rosettes (touffes de poil dur sur le corps),
- Le Rex a des poils courts, dressés et durs au toucher. Les poils souples sont un défaut et la longueur de ceux-ci ne doit pas excéder 18 mm.
- L'US Teddy', a des poils courts, dressés et durs, il est originaire des États-Unis (d'où US) contrairement à son cousin rex qui provient d'Angleterre. Il ne s'agit pas du même gène.
- CH Teddy ou Teddy Suisse : les poils sont mi-longs, frisés et dressés, sur une longueur de 6 cm environ.
- Le Lunkarya, race suédoise, a le poil long, rêche et frisé comme la laine du mouton.
- Sheba Mini Yak, race australienne, le poil est mi-long et ne touche pas le sol. Les favoris (poils des joues) sont dirigés vers l’avant. Comparable à un Abyssinien à poil long.
- Somali : croisement entre Rex et Abyssinien. Il possède le nombre de rosettes de l’Abyssinien, mais avec la texture de poil du Rex.
- Ridgeback : cobayes à échine inversée comme le chien Rhodesian Ridgeback qui leur a donné leur nom.
- L'albinos : cobaye à poils lisses et blancs, ainsi que des yeux rouges, souvent utilisé pour l'expérimentation animale.

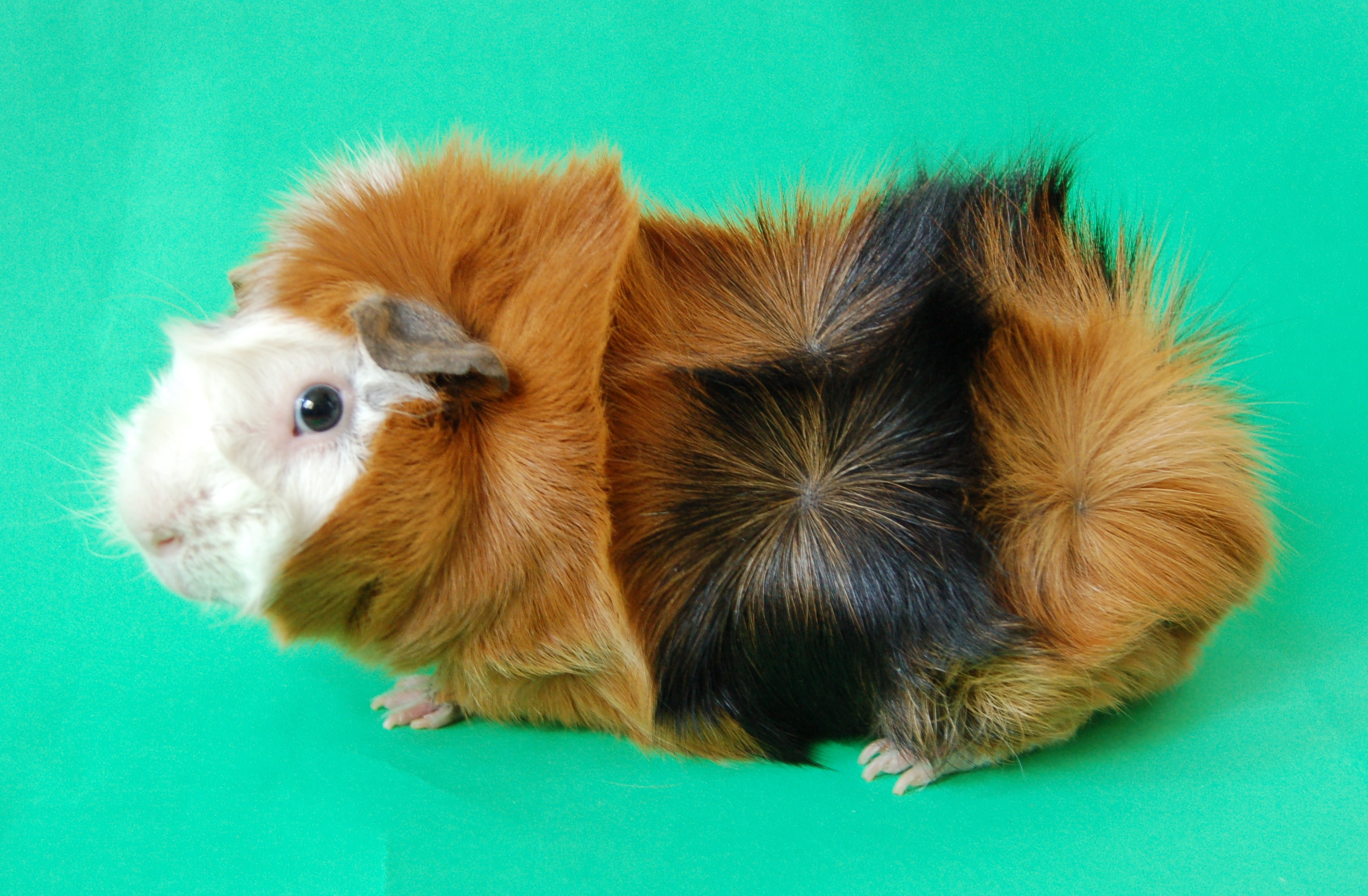
Abyssinien.
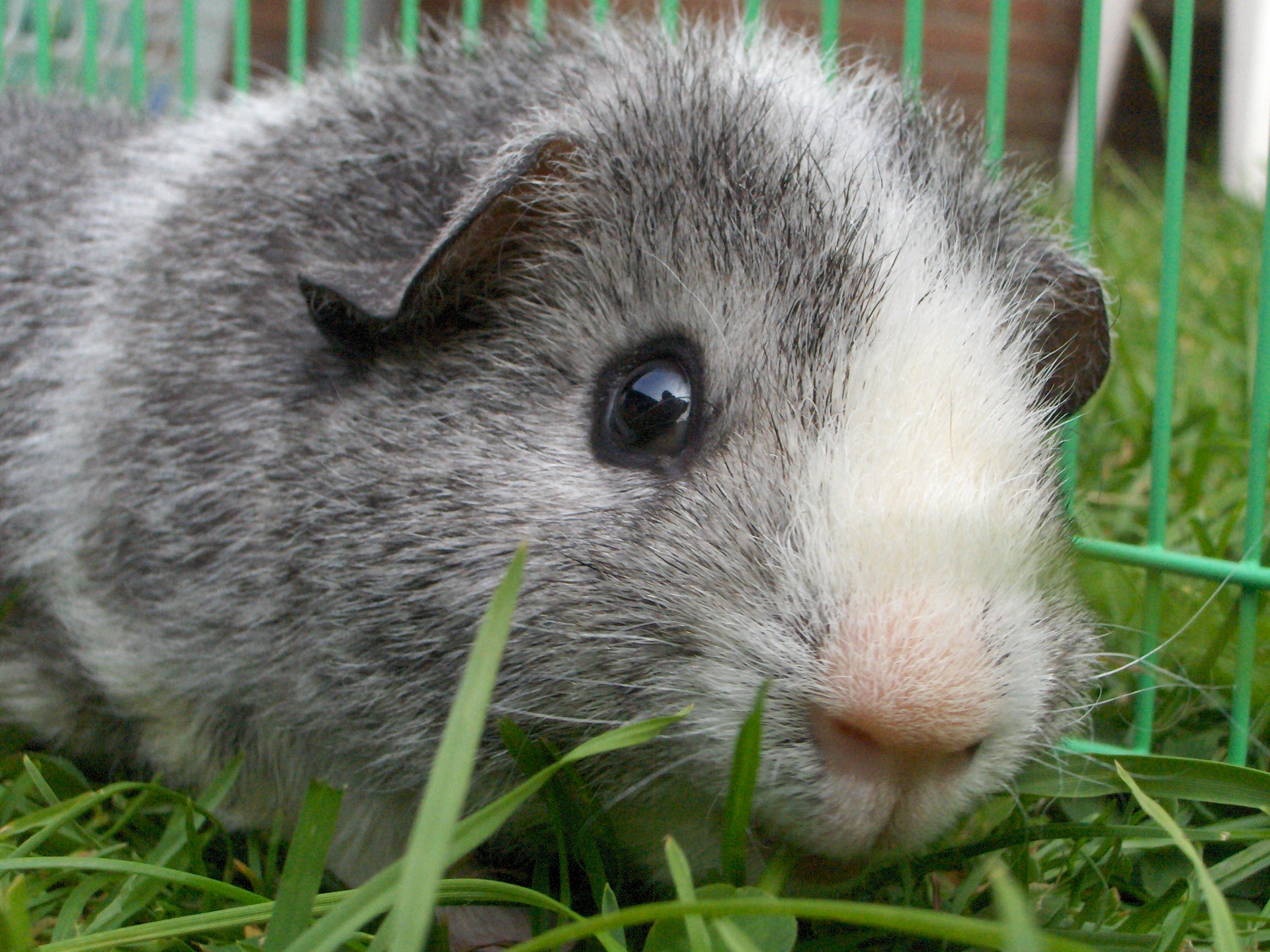
Rex.
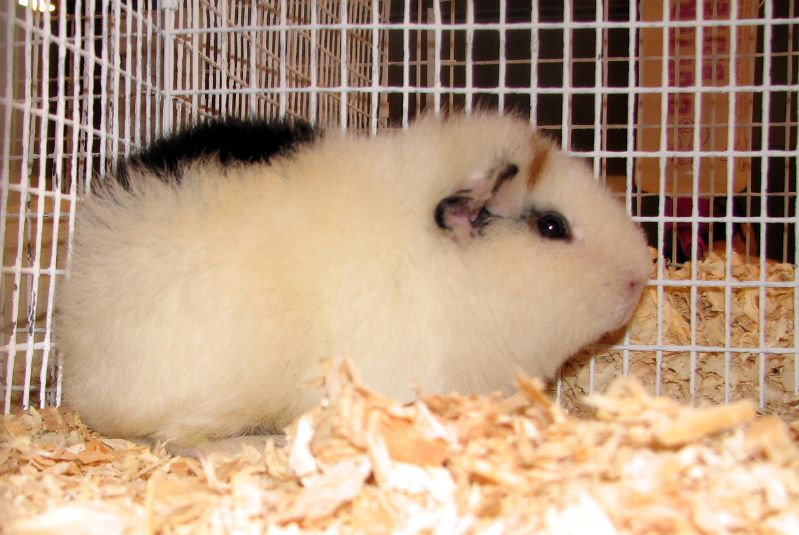
Teddy.

#### Autres types de cobayes
- Le « satin » : poil très lisse et brillant, caractéristique qu’on peut retrouver chez la plupart des races (Shelty, Coronet, Couronné, Péruvien, Abyssinien…). Comme la finesse des poils induit aussi une plus grande fragilité des os (ostéodystrophie), les satins sont plus chétifs que les autres races et les femelles allaitantes ont de grands risques de mourir d’hypocalcémie.
- Le « skinny » : cobaye nu issu d’une mutation spontanée. Il peut conserver quelques poils sur les pattes et le museau. Il est plus fragile qu'un cochon d'inde poilu.
- Le « Baldwin » : comparable au Skinny mais issu d’une manipulation génétique pour une utilisation en laboratoire. Les bébés naissent avec des poils mais commencent à les perdre à partir du cinquième jour pour devenir entièrement nus à deux mois.
- Le « Cuy », un descendant géant du cochon d'Inde, sélectionné originellement pour sa chair. Il est beaucoup plus grand et gros que le cochon d'Inde dit « classique ». Il peut en effet mesurer jusqu'à 50 cm et peser jusqu'à 4 kg. Cette forme est un peu plus peureuse et met un peu plus de temps à être apprivoisée. Son espérance de vie est moins longue : le cuy peut vivre jusqu'à cinq ans mais s'il reçoit tous les soins nécessaires et n'a pas trop de stress, il peut vivre plus longtemps[18],[19].
- L'« angora », correspond à tous les cochons d'Inde de type péruvien issus de croisement et dont on ne peut distinguer la race. Ce n'est donc pas une vraie race.

Toutes ces variétés existent en de multiples couleurs de pelage. Les yeux peuvent être noirs, rouges, rubis ou avec des reflets rouges selon la couleur de la robe.

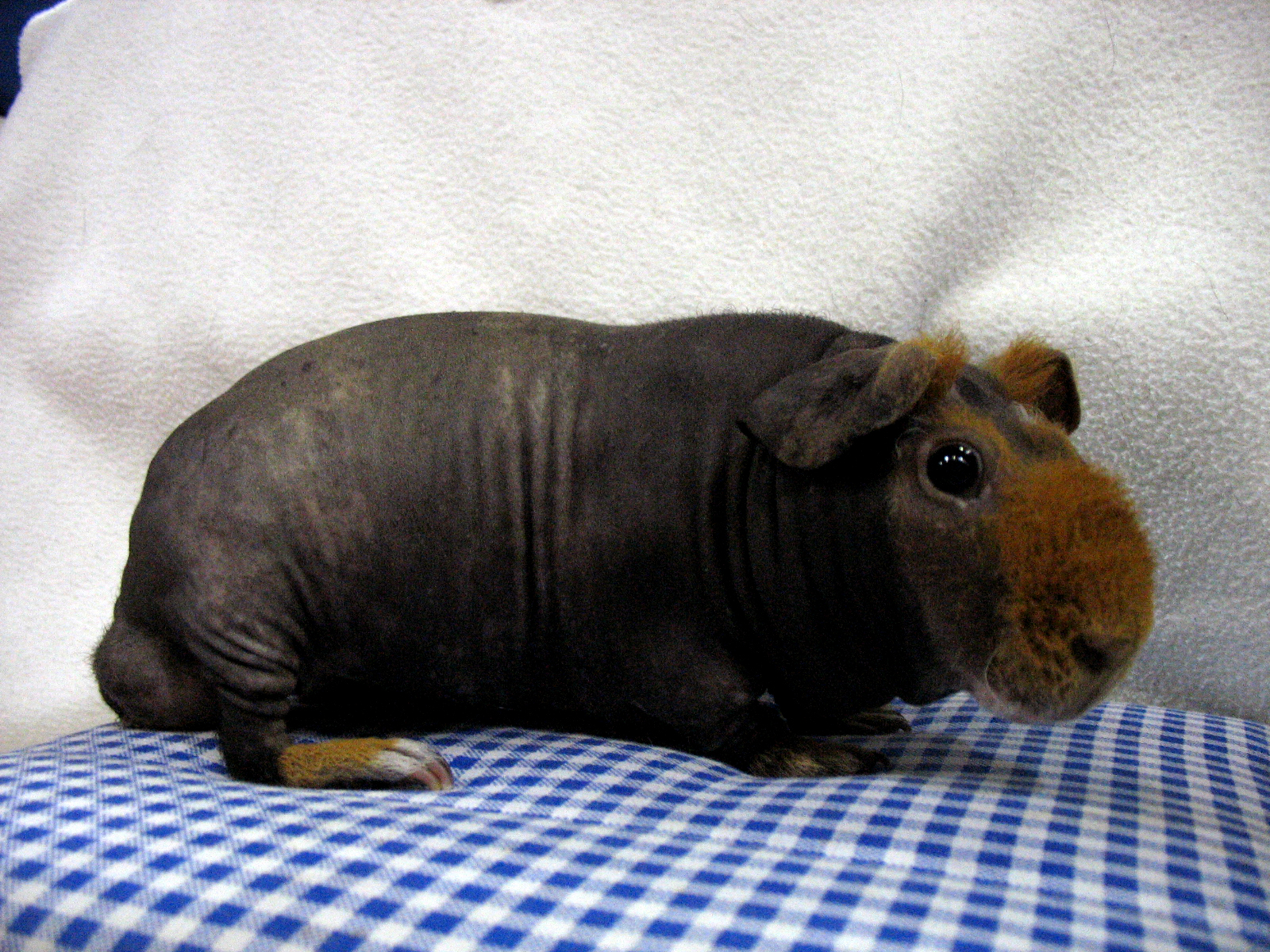
Skinny.
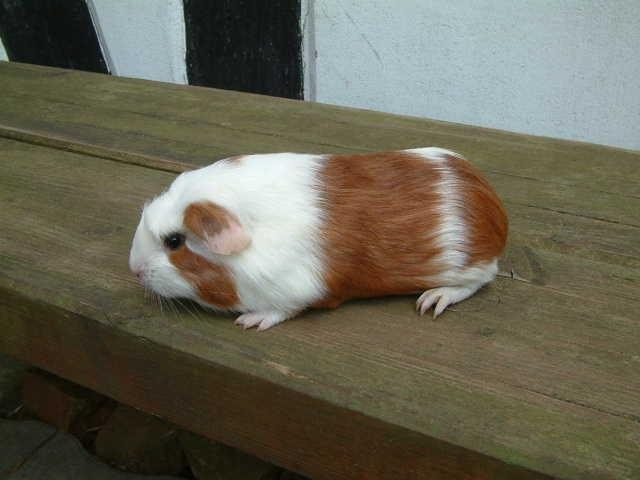
Un Cuy, cochon d'Inde géant âgé de six semaines.
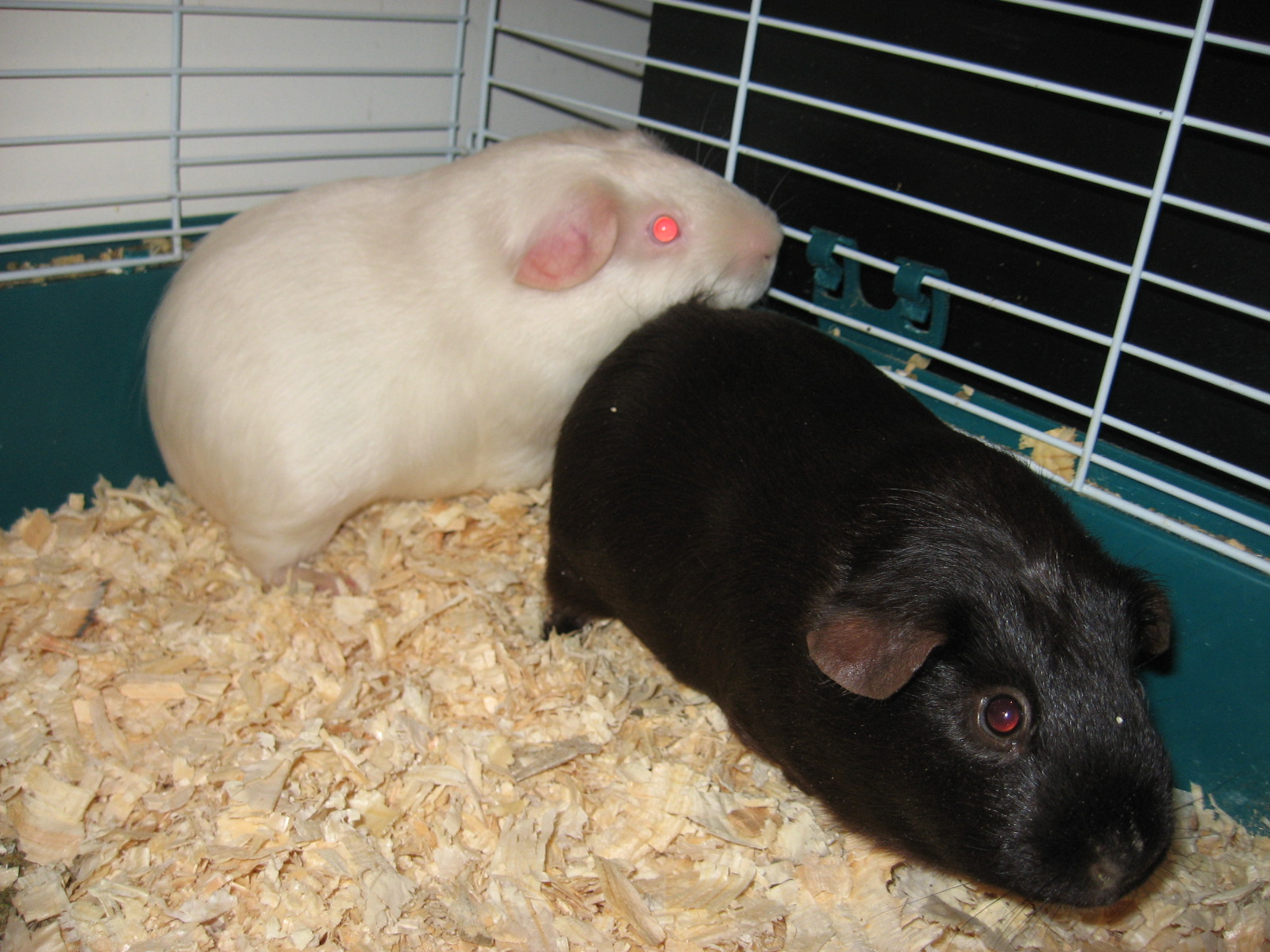
Satin.

#### Marquages de robe

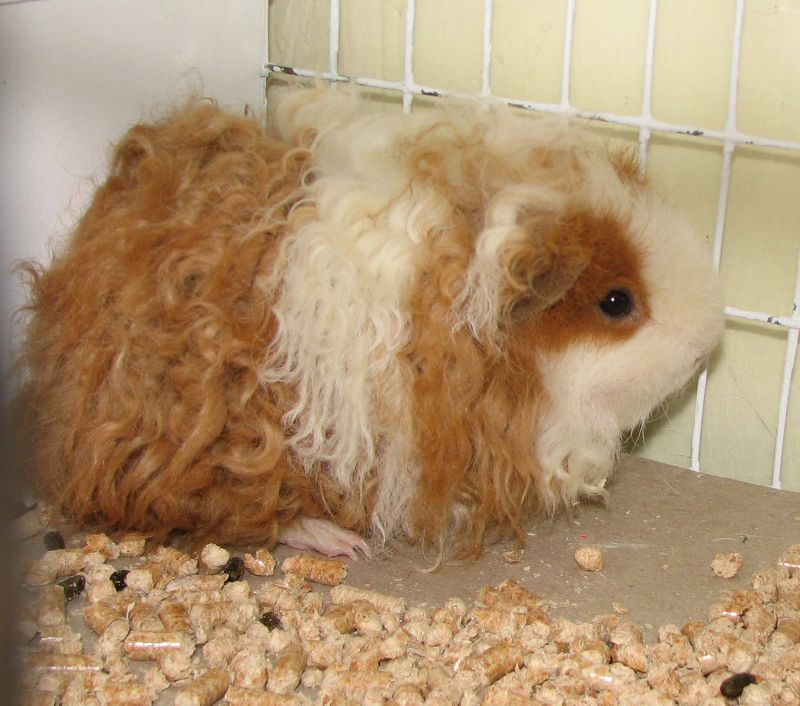
Texel à marquage hollandais.

Les différents « marquages » de robe ont également un nom précis, comme :
- L'himalayen ou russe, marquage de type chat siamois, le plus souvent blanc avec le nez et les oreilles chocolat à noirs et les yeux généralement rouges,
- Le hollandais avec l'arrière-train coloré, une bande centrale blanche et une tache de chaque côté de la tête qui englobe les oreilles et les yeux
- Écaille de tortue (ET ou Tortoiseshell) : un cobaye écaille de tortue présente deux couleurs disposées comme un damier et réparties de chaque côté d’une ligne centrale à partir du nez jusqu’au bas du dos.
- Magpie : comme un écaille de tortue mais avec du blanc et du noir intimement mêlés en dégradé.
- Rouan : un cobaye est rouan quand sa robe présente des poils blancs étroitement mêlés à une autre couleur principale (sauf au niveau de la tête de couleur unie). Ce marquage est fixé par un gène létal. Le rouan peut ressembler au magpie ou à certains agoutis, mais ils sont génétiquement différents.
- Le fauve : pelage roux.
- Lilas : gris tourterelle, implique les yeux roses.
- Ardoise : gris plus foncé, parfois proche du noir. Les yeux sont noirs.
- doré : Cochon d'inde fauve, mais aux yeux rouges (ou rubis/rose).
- Buff : pelage roux, proche de l'orange.

Avec une bonne connaissance de la génétique des cobayes, on peut réussir à obtenir des croisements de couleur et type de pelages plus ou moins prévisibles.

## Physiologie

### Paramètres physiologiques
Leur température corporelle se situe entre 37 et 38 °C, leur fréquence respiratoire est de 100 respirations par minute et leur rythme cardiaque de 250 battements par minute.

### Cycle nycthéméral
Le cochon d'inde passe 28 % de son temps à dormir, et ses périodes d'activités ne dépendent pas du jour ou de la nuit. Ses cycles de sommeils sont fréquemment coupés par des éveils.

### Reproduction

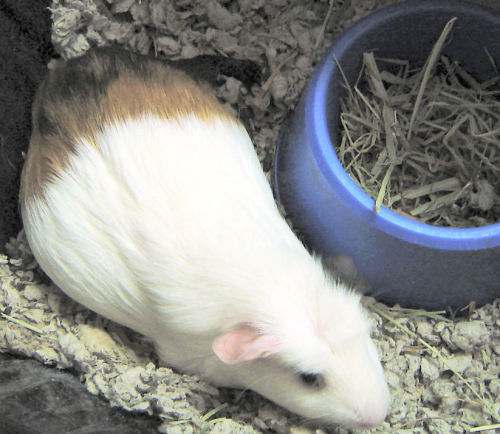
Femelle gestante.

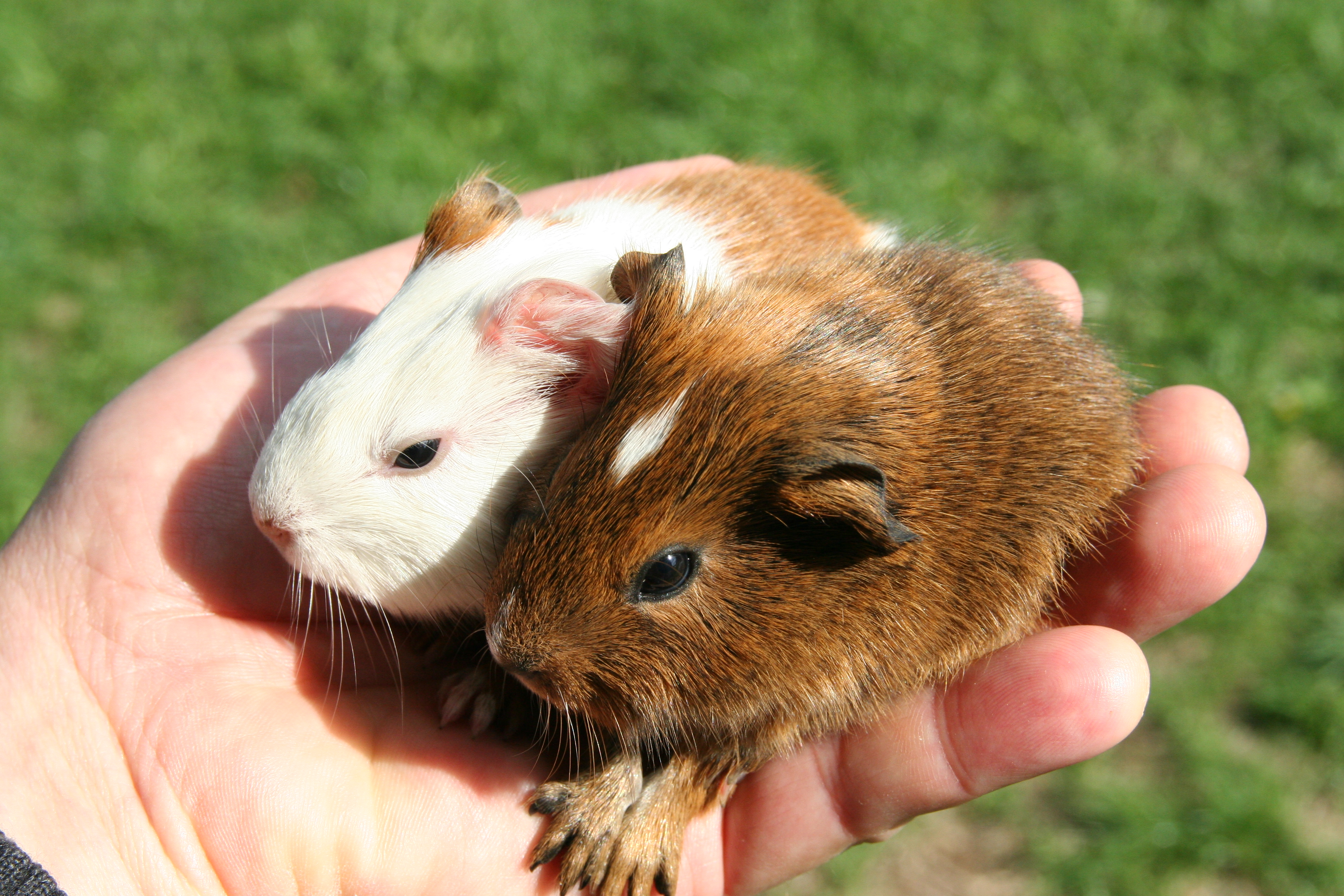
Le frère et la sœur, 24 heures après leur naissance.

Les cochons d'Inde sont capables de se reproduire toute l'année avec un pic de fécondité au printemps. Le cycle de la femelle est tous les 15/17 jours pendant 2 ou 3 jours. Elle peut avoir jusqu'à 5 portées par an mais il est déconseillé de les faire reproduire plus de deux fois par an.
Les besoins alimentaires de la future mère sont doublés, voire triplés pendant sa gestation.
La durée de gestation dépend du nombre de petits dans la portée, plus ils sont nombreux plus la gestation est courte. Elle varie entre 60 et 70 jours, ce qui est assez rare pour un animal aussi petit. Cette durée de gestation est équivalente à celle des chats, mais contrairement à eux, les petits cochons d'Inde sont déjà bien développés quand ils naissent (espèce nidifuge). Les petits pèsent environ 90 g (ou plus de 100 g en cas de portée ne comprenant qu'un petit), ont de la fourrure, des dents, des griffes et les yeux ouverts. Dès la naissance, les petits sont déjà autonomes, grignotent du foin quelques heures plus tard, et au bout de deux jours sont déjà capables de manger comme leur mère qui continue cependant à les allaiter jusqu'à quatre semaines, bien qu'ils soient capables de survivre après cinq jours d'allaitement au minimum.
Les portées peuvent compter de un à huit jeunes, quatre étant la moyenne même s'il y a généralement un petit nombre de bébés durant les premières portées. Le nombre de jeunes peut aller jusqu'à douze[réf. nécessaire].
La femelle est fécondable immédiatement après la mise bas, pendant une demi-journée environ. Dans les groupes importants le mâle dominant dispute alors le droit de la féconder et de la protéger ensuite des assauts des autres mâles. Pour limiter les naissances il convient donc de séparer les couples un peu avant la date prévue pour la naissance.
Dans les petites portées, des difficultés peuvent se produire pendant la mise bas, dues aux petits surdimensionnés. Jusqu'à la moitié des jeunes peut être perdue dans de plus grandes portées, car la mère ne peut pas s'occuper des nouveau-nés assez rapidement. Si un grand nombre survit, il est probable que les plus faibles soient insuffisamment nourris, avec comme conséquence la mort d'un ou deux petits. Néanmoins, les petits peuvent être allaités par une autre femelle du groupe (Pseudocyesis), ce qui permet de sauver les petits qui auraient été autrement perdus.
Les femelles atteignent leur maturité sexuelle vers quatre à cinq semaines mais les mâles ne sont capables de se reproduire vraiment qu'à neuf semaines, même si leur activité sexuelle commence plus tôt. Si on les laisse ensemble plus de deux mois après la naissance, un petit mâle peut féconder sa mère. Les tares de consanguinité sont assez rares chez le cobaye, le principal risque étant une chute de la fécondité et une augmentation du nombre de doigts (polydactylie).
La stérilisation d'animaux de cette taille comporte des risques, surtout pour les femelles. En cas de nécessité, elle doit être pratiquée par un vétérinaire très expérimenté. Un mâle castré n'est totalement stérile que six semaines après l'opération, il faut donc le tenir encore éloigné de la femelle durant cette période si on veut éviter une grossesse indésirée.

## Comportement

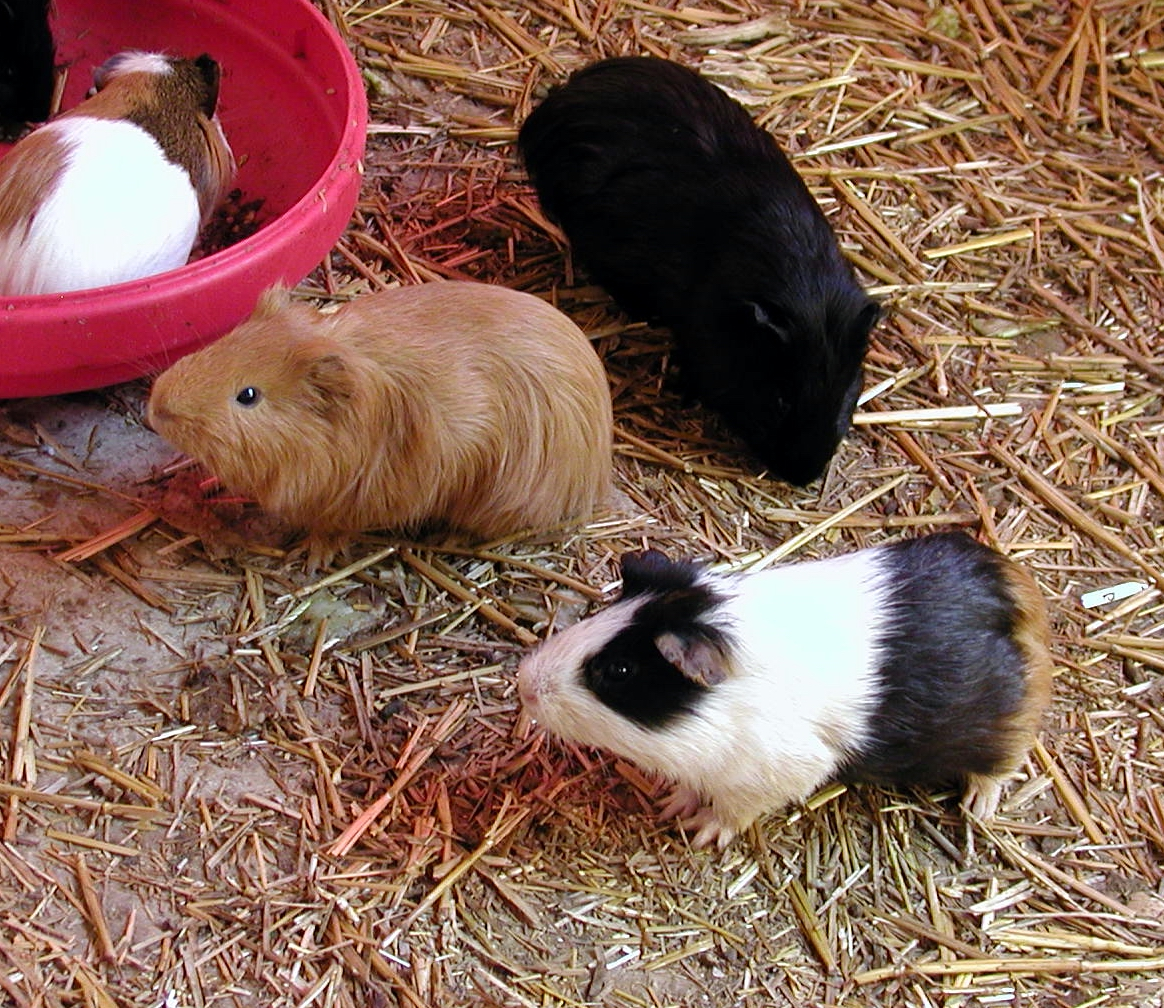
Les cobayes ont besoin d'espace et de compagnons pour rester en bonne santé.

Ce sont des animaux sociaux qui vivent de préférence en petits groupes de 5 à 10 individus.
Les cochons d'Inde se déplacent rapidement en ligne droite, le ventre collé à terre. Ils sont capables de sauter assez bien mais, contrairement à de nombreux rongeurs, ils ne sont pas dotés d'une queue leur permettant de se maintenir debout ou de grimper.
Les individus communiquent entre eux par différents cris et couinements, allant du cri d'alarme strident aux petits cris de reconnaissance et aux roucoulements amoureux,. Habituellement, ils crient, sifflent ou ronronnent.
Ce sont des animaux d'un tempérament placide, faciles à apprivoiser bien que vite apeurés, mais qui sont capables de bagarres féroces entre mâles adultes, et plus rarement et à un degré moindre entre femelles. Il convient donc de leur assurer un espace assez vaste pour ménager des territoires à chacun avec des cachettes pour se réfugier en cas de panique. Ils mordent rarement leur propriétaire mais il faut toutefois se méfier lorsqu'on les brosse par exemple ou lorsqu'on les entend claquer des dents (signe avant-coureur d'une attaque).
Le cobaye est néophobe : il craint l’inconnu. Si on ne prend pas le temps de l’y accoutumer, la simple installation d’un biberon renversé pour remplacer son récipient habituel peut inhiber sa consommation d’eau au point de le faire dépérir.
On ne trouve normalement pas cette espèce domestiquée dans la nature mais le mode d'élevage en semi captivité pratiqué dans les Andes a certainement donné lieu à du marronnage.
Le cochon d'Inde a une activité continue diurne et nocturne avec en alternance des courtes phases d'activité et de repos d'importance égale, réparties sur l'ensemble du nycthémère. On peut aussi observer quelques pics d'activité crépusculaire.

### Alimentation

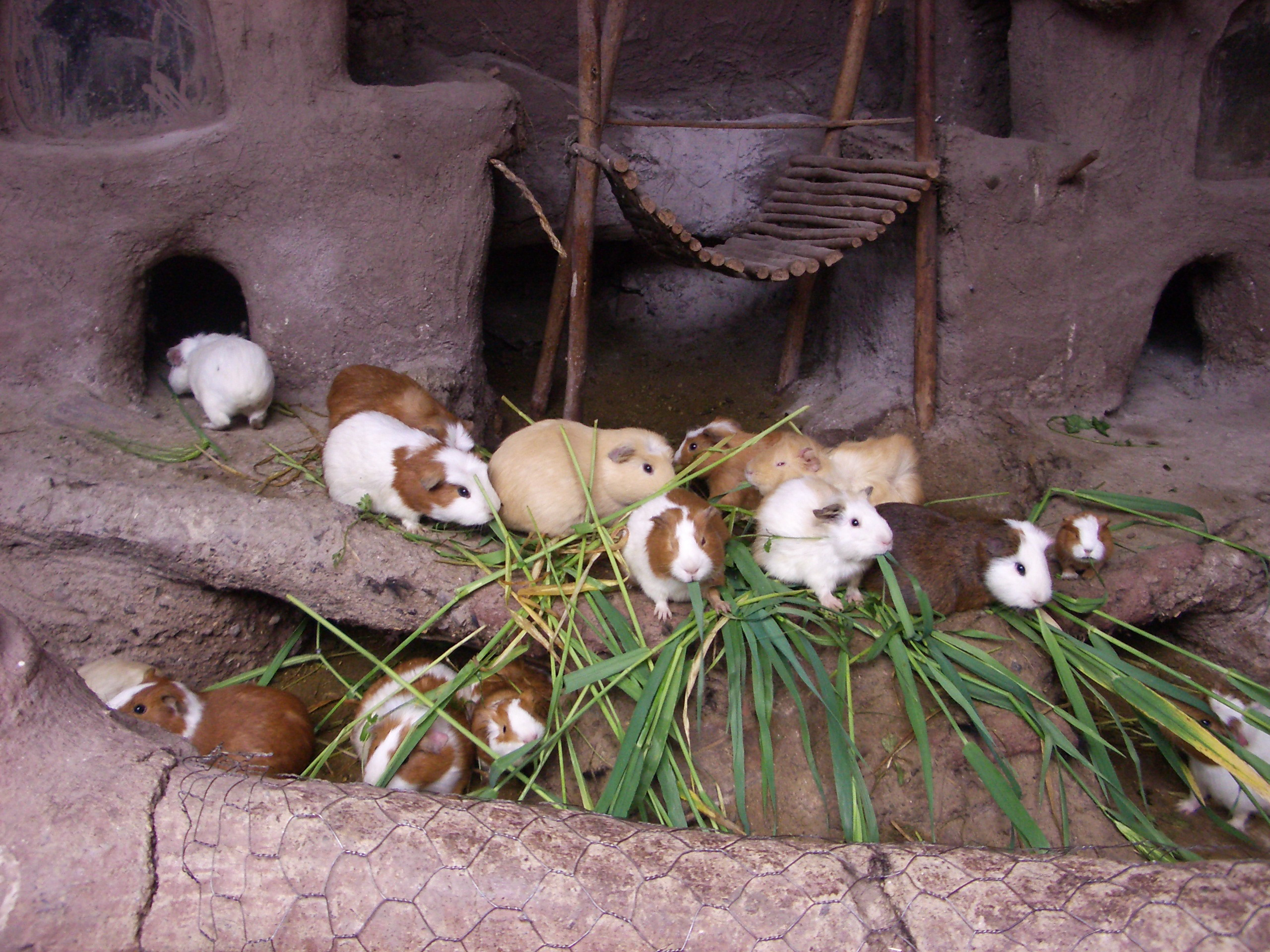
Repas collectif

Le cobaye est un herbivore strict. Il doit avoir toujours à disposition de l'eau propre en abondance et du foin à volonté.
En captivité, la base nutritionnelle du cochon d’inde est le foin de bonne qualité, essentiel pour sa santé.
Il mange aussi des aliments frais : plantes (séneçon, pissenlit), légumes (endive, concombre, carotte en petite quantité, salade, poivron, fenouil…) et fruits, dont on se sera assuré au préalable qu'ils ne sont pas toxiques ou susceptibles de provoquer des diarrhées et autres désordres alimentaires dans des publications spécialisées,,. Les produits frais sont en effet indispensables afin d'assurer un apport quotidien en vitamine C. Le cochon d'Inde est un des rares rongeurs à ne pas stocker cette vitamine. Sans apport constant de vitamine C, il souffrirait de problèmes de peau, du scorbut et pourrait s’affaiblir rapidement, être paralysé des pattes postérieures ou antérieures, avoir des problèmes digestifs graves et même mourir. À défaut d'une alimentation fraîche et équilibrée, il est nécessaire d'assurer un apport de vitamine C sous forme de complément alimentaire ou de gouttes.
En captivité, on recommande souvent de choisir des granulés tous semblables et enrichis en vitamine C pour équilibrer la ration alimentaire quotidienne, mais sans excès car l'animal a tendance à l'obésité.
On peut aussi leur donner certains bois à l'état naturel à ronger.
Ces animaux complètent leur alimentation par cæcotrophie. Ils ne consomment que leurs excréments mous, appelé cæcotropes, et recyclent ainsi des vitamines B, des fibres et les bactéries nécessaires à une bonne digestion. Les cæcotropes sont consommés directement à partir de l'anus, à moins que le cochon d'Inde soit enceint ou obèse.

### Hygiène

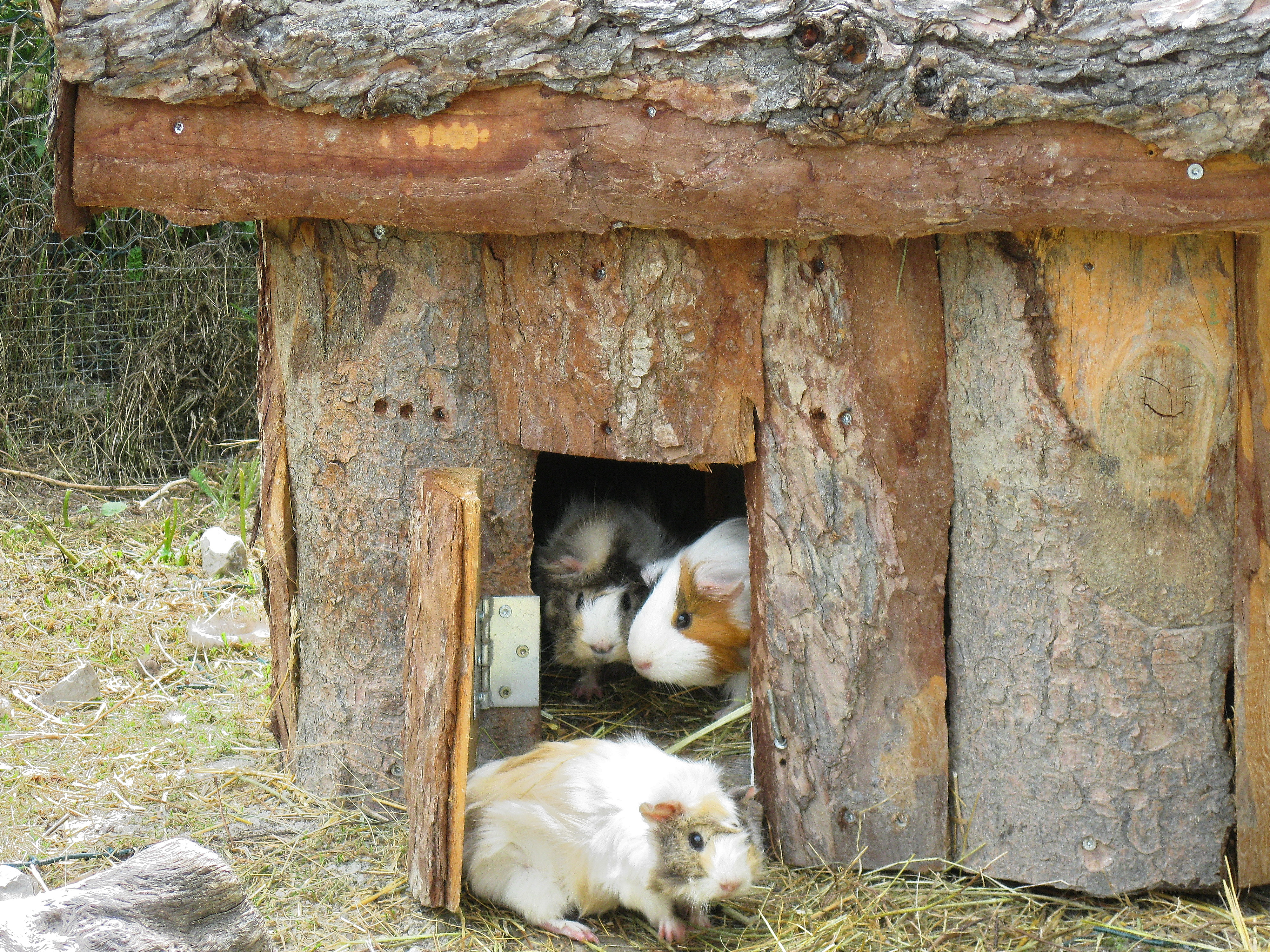
Cochons d'Inde s'abritant dans une cabane faite en bois.

Des mesures préventives évitent la plupart des décès prématurés. Les erreurs les plus répandues sont : une nourriture inadaptée ou en trop grosse quantité, un changement brusque de régime, le manque d'eau, des courants d'air, une litière trempée, l'élevage en solitaire et pas assez d'espace pour se dépenser.
La température idéale pour un cobaye se situe entre 18 et 24 °C. Les particuliers peuvent donc le garder en intérieur. Toutefois, il est possible d'élever un cobaye en extérieur toute l'année dans un enclos dans un jardin ou sur un balcon si celui-ci ne vit pas seul, s'il est correctement protégé des prédateurs et des intempéries (paille au sol et petite cabane pour s'abriter) et s'il est acclimaté progressivement à son nouvel environnement.
On conseille de retirer quotidiennement les fruits et légumes qu'il n'a pas mangés, de changer l'eau chaque jour et de nettoyer toutes les semaines la cage à l'eau et au vinaigre blanc. La litière idéale se compose de litière de chanvre ou de lin, les autres matériaux pouvant occasionner des problèmes d'allergie, respiratoires ou de toxicité.
La toilette consistera à laver le cochon d'inde à l'eau tiède s'il a des excréments collés ou tout simplement au moins une fois par an. Il faut lui couper les ongles lorsqu'ils sont trop longs avec un coupe-ongle spécial pour les rongeurs afin d'éviter de le blesser, en effet, il a des petites veines au bout de ses pattes qui descendent jusqu'aux ongles.Il faut donc y faire attention, sous risque d'une hémorragie.
Le cochon d'Inde doit disposer d'assez d'espace pour courir et de distractions. À défaut on doit le sortir de sa cage sous étroite surveillance. Le cochon d'Inde a besoin de compagnie au moins deux heures par jour s'il vit seul et une heure par jour s'ils vivent à plusieurs.

## Santé

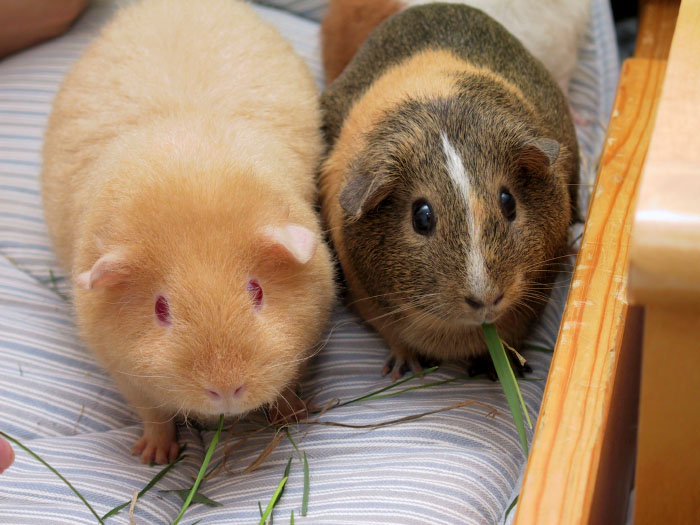
Les Cochons d'Inde domestiques doivent avoir de la nourriture fraîche pour assurer un apport quotidien en vitamine C

Le cobaye transmet peu de maladies à l'homme, il peut toutefois être vecteur d'acariens et de la gale.
Les affections les plus courantes sont d'ordre respiratoire, digestif ou parasitaire, manque de vitamine C et méningite.
Le rhume (bronchite ou coryza) est dû au stress, à des courants d'air, des variations de température, un virus ou une bactérie. Les symptômes en sont un écoulement nasal d'abord clair puis purulent, de la fièvre, une grande fatigue, une respiration difficile, des éternuements et un larmoiement. Comme la diarrhée, cette maladie peut dégénérer rapidement et entraîner le décès du cochon d'Inde. Un traitement antibiotique est nécessaire.
L'otite : elle est due à un coup de froid ou tout simplement à une petite mycose mal soignée sur l'oreille. Les symptômes sont la tête penchée sur un côté et une difficulté à marcher. Le traitement vétérinaire consiste en pommades, lotions ou antibiotiques, faute de quoi l'animal peut en mourir.
Les ballonnements (tympanite) : changement de nourriture brusque, trop de fourrage vert, qui se soignent bien par un régime à base de foin.
La diarrhée doit être traitée rapidement sous peine d'entraîner le décès du cochon d'Inde en 24-72 heures. Les symptômes en sont des crottes molles, des cris (assez forts) quand il fait ses crottes, un manque d'appétit, une faiblesse (apathie), de la fièvre, des douleurs au ventre importantes. Sur avis vétérinaire la diarrhée se soigne par un régime à base de foin et en donnant si possible à manger les crottes de cobayes sains.
L'empoisonnement de cause alimentaire ou autre. Les symptômes sont la perte d'appétit, l'animal ne boit plus, reste toute la journée allongé sur le côté et lorsqu'on le saisit sa tête penche sur le côté. Il faut aller très vite chez le vétérinaire car en moins de 24 heures le cochon d'Inde meurt.
Les problèmes dentaires : si une dent se casse, elle repoussera car les dents des rongeurs poussent en continu tout au long de leur vie, mais il peut y avoir un risque de malnutrition temporaire. L'espèce est aussi sujette à la malocclusion dentaire due à un mauvais positionnement des dents qui ne peuvent plus s'user et poussent de façon excessive.
La croissance excessive des griffes : due à un manque d'espace pour bouger ou un sol très mou. Elles s'allongent et se déforment, handicapant l'animal. Un vétérinaire peut les couper.
Le scorbut : comme les humains mais à la différence de la plupart des autres mammifères, les cobayes ne peuvent pas synthétiser leur propre vitamine C mais doivent obtenir cet aliment essentiel de la nourriture qu'ils mangent. Comme les humains, si les cobayes ne peuvent pas obtenir assez de vitamine C ils souffriront du scorbut pour finalement mourir.
Les problèmes urinaires : calculs et cystites à répétition.
Les parasitoses : Teigne, poux et acariens de la gale peuvent provoquer de fortes démangeaisons, inflammations, croûtes et chutes de poils.
La méningite : grave infection à méningocoques ou virale.
La toxémie de gestation: dégénérescence du foie ayant lieu en fin de gestation et début de lactation. Maladie mortelle en 12 heures. Il faut veiller à ce que la femelle ne s'empâte pas.
Les cochons d'Inde peuvent également développer des tumeurs. Si elles sont traitées à temps et accessibles elles peuvent être opérées avec un bon pronostic.
Il existe des vétérinaires spécialisés pour les NAC.

## Relation avec l'être humain

### Consommation de la viande

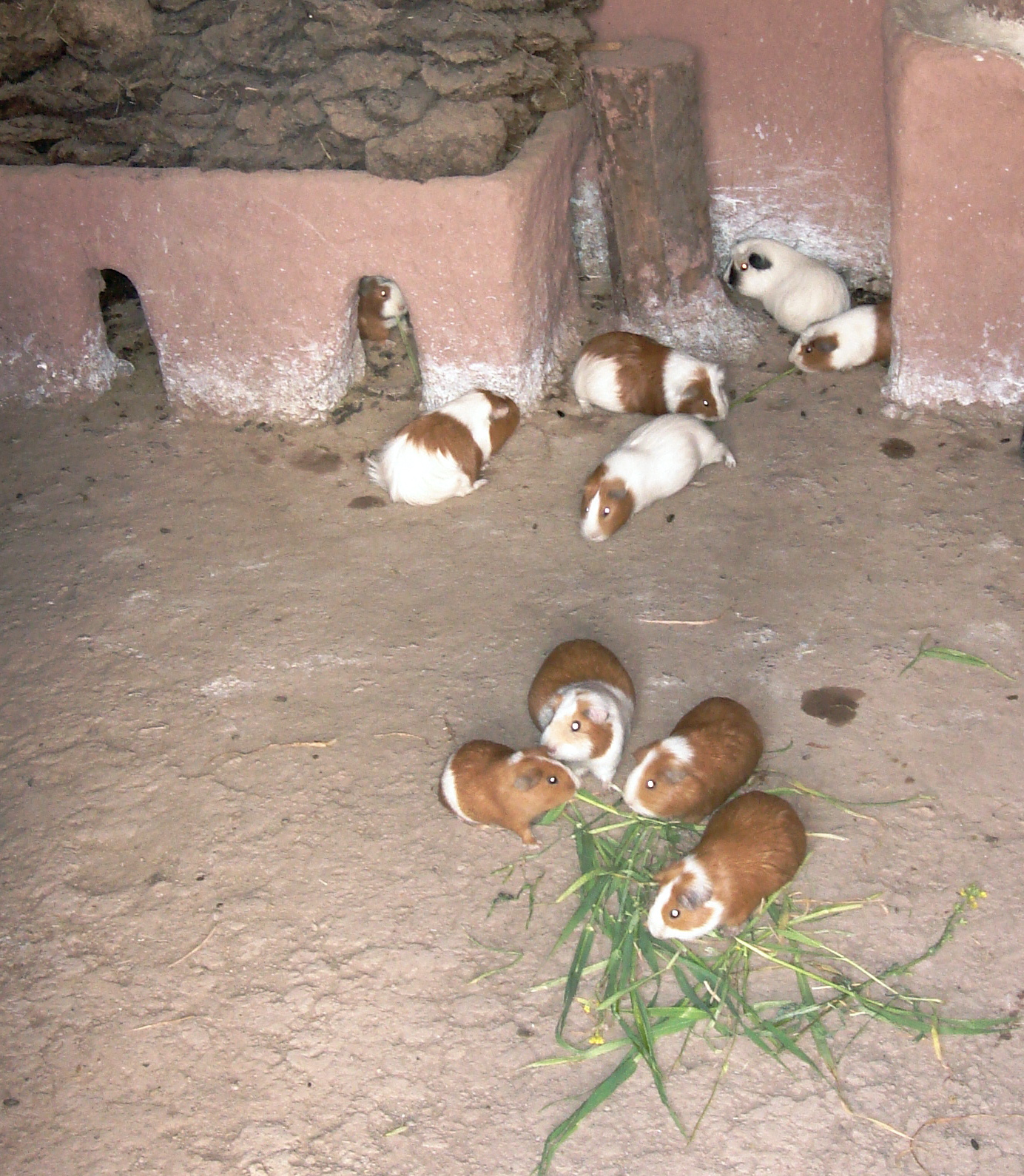
Élevage traditionnel de cochons d'Inde, sous le foyer de la cuisine. Ici des cuys.

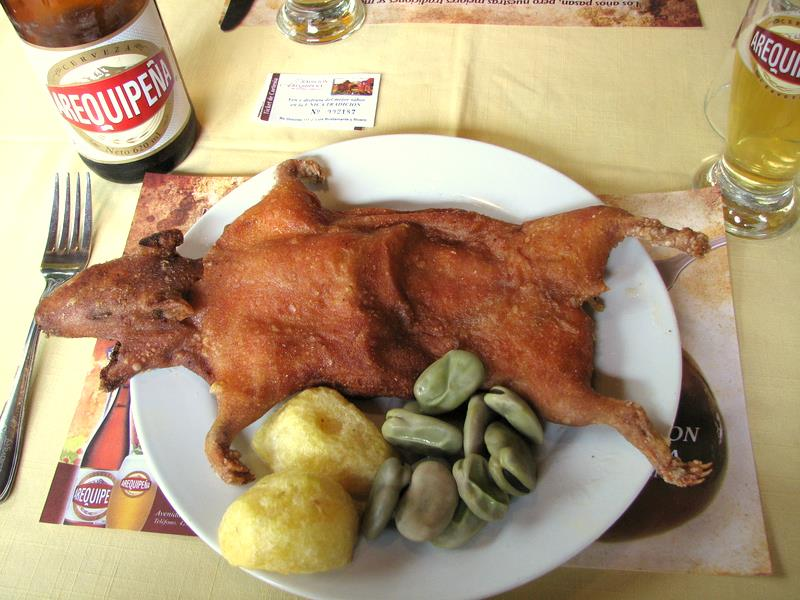
« Cuy » servi grillé (cuy chactao) au Pérou.

Dans les pays tropicaux, on élève le cobaye surtout pour sa chair.

Les cobayes consommés en Amérique du Sud sont d'une variété particulière appelée cuy. Ils sont beaucoup plus gros (environ 4 kg) que nos cochons d’inde domestiques et on ne connaît pas vraiment leur espérance de vie car ils sont tués rapidement pour la consommation de viande.
On le croise parfois encore avec les espèces sauvages locales pour en améliorer la qualité reproductrice.

#### Amérique du Sud et Caraïbes
Le cobaye commun a été domestiqué par les Incas au Pérou. Des cobayes ont été retrouvés en tant que nourriture dans des tombes au Pérou.
Le cobaye est le plat des fêtes et des banquets de mariage péruviens, et ces animaux sont utilisés pour absorber les mauvais esprits lors des rituels de guérison traditionnels. Manger du « cuy » noir guérirait l'arthrite.

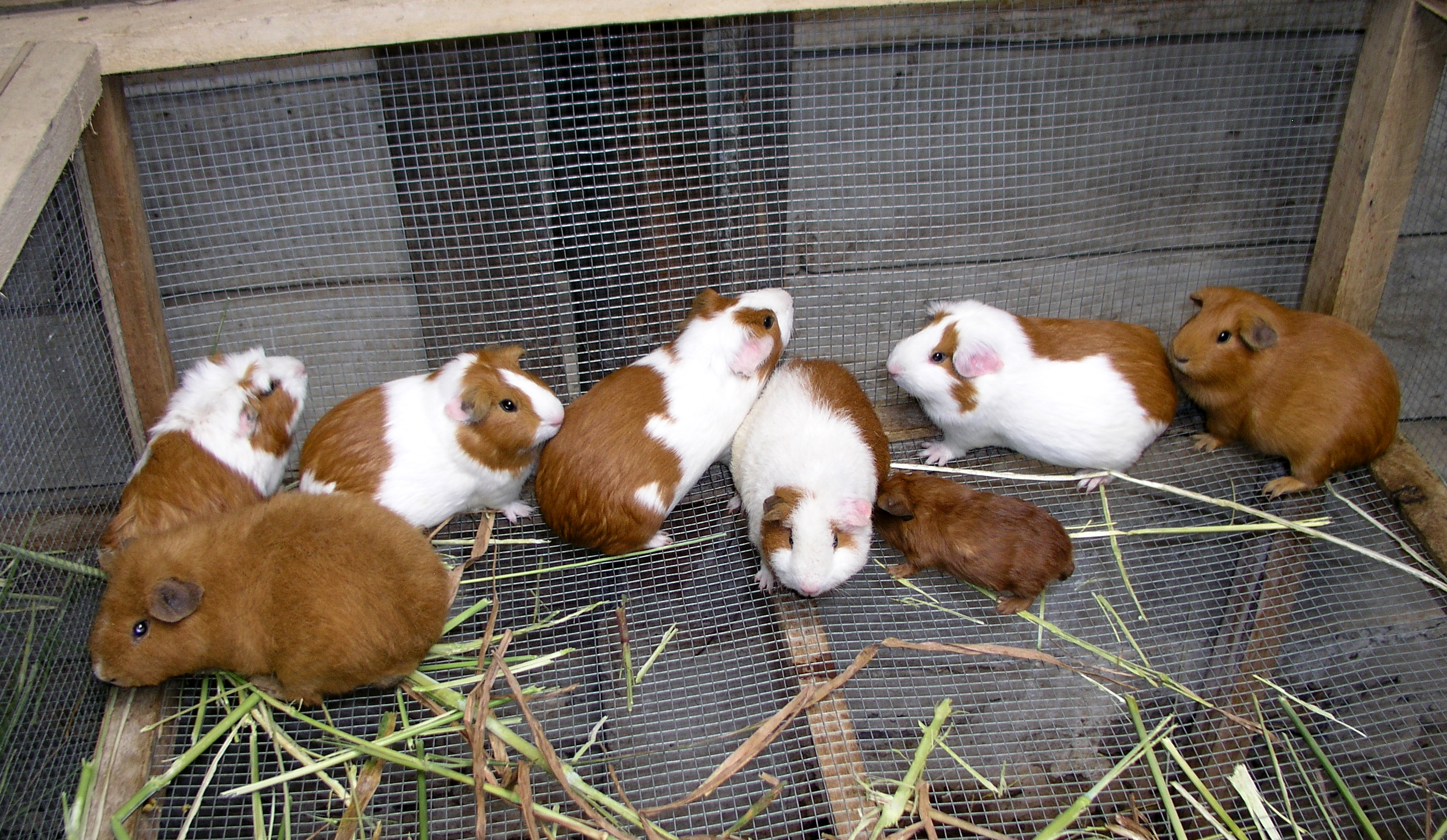
Élevage de cochons d'inde à Laurel, Jamalca, Utcubamba, Amazonas, Pérou.

Le cobaye est un plat réputé dans les cuisines péruvienne, bolivienne (avec le ch'anqa de conejo), équatorienne et sud-colombienne. 65 millions de cuyes (ou cavias) sont consommés annuellement au Pérou, sa présence dans la culture populaire locale est telle que le repas (la Cène) servi aux apôtres de Jésus-Christ est un plat de cobaye, sur la représentation picturale faite dans la cathédrale de Cuzco.
On retrouve également cette représentation de la Cène au convent San Diego de Quito.
Mais le statut de nourriture réservée aux fêtes et cérémonies rituelles est un frein à une productivité accrue de cette viande qui reste culturellement « extraordinaire ».
Dans les Caraïbes, en Haïti, les petits élevages familiaux de quelques têtes contribuent à la sécurité alimentaire.

#### Afrique
Le cobaye est une viande de plus en plus recommandée par les diététiciens dans certains pays africains comme source de protéines afin de pallier les maladies liées à la malnutrition et à la sous alimentation. Cet élevage est pratiqué de façon traditionnelle, à l'intérieur des cuisines, dans des pays comme le Rwanda, au Cameroun,, en Afrique de l'Ouest et centrale jusqu'à l'est de la RDC et en Tanzanie.
Mais, comme c'est le cas au Rwanda, à la suite de la dégénérescence des races de cobayes localement élevées à Butembo, à l'est de la R.D.Congo, des études sont en cours pour la sélection et l'amélioration génétique des cobayes. Cela avec pour objectif d'augmenter la productivité des élevages caviacoles locaux. Cette thématique est traitée avec le patronage de trois universités, à savoir l'Université Catholique du Graben (U.C.G.)(Butembo/R.D.Congo), l'Université de Liège (Ulg) et l'Université libre de Bruxelles (ULB)de la Belgique.[réf. souhaitée]

#### En Europe
Le cobaye était encore considéré comme un animal de boucherie durant les deux guerres mondiales au XXe siècle.

### «Cobaye» de laboratoire

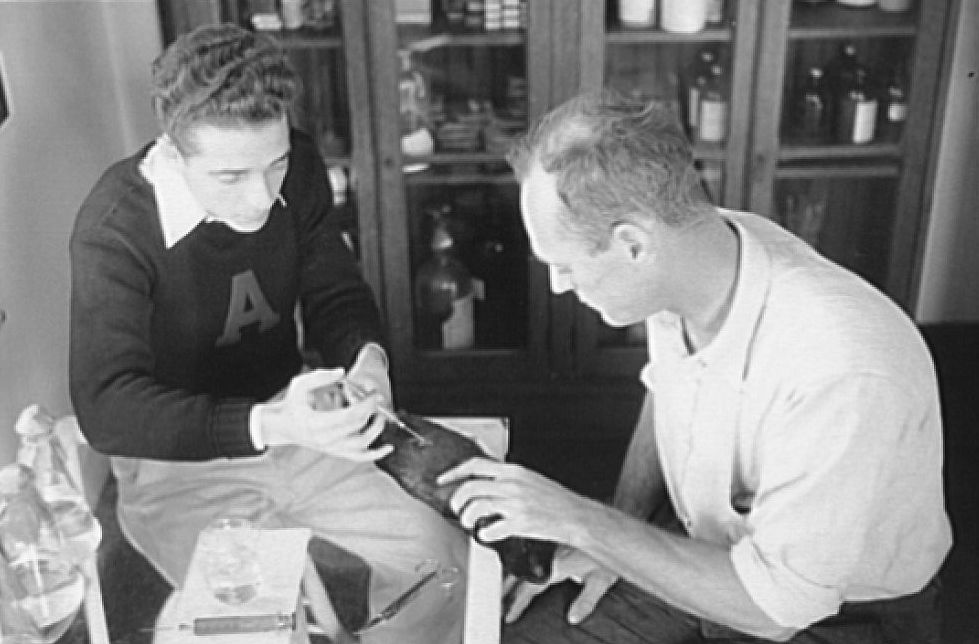
Cobaye d'expérimentation.

La médecine découvre son usage en laboratoire au XIXe siècle. Il devient même l'archétype de l'objet de recherche en passant dans le vocabulaire français sous forme d’un nouveau nom commun : être un « cobaye », un sujet d'expérimentation.
Les cobayes sont employés en tant qu'animaux de laboratoire afin d'effectuer des expériences entre autres en nutrition, pathologie, génétique, toxicologie et production de sérum.
Dans le passé, ils ont été utilisés pour isoler différentes contraintes bactériennes, mais dans les laboratoires modernes ils sont désormais remplacés par les souris et les rats. En effet, selon la National Library of Medicine, les chercheurs publient aujourd’hui environ 50 000 études par an avec des souris, 36 000 avec des rats et seulement 1 300 avec des cobayes. Même les macaques – animaux qui coûtent au moins mille fois plus cher à acheter et à garder que des cobayes – sont plus souvent présents (de 50 % environ) dans la littérature scientifique.

### Animal de concours
Les concours de cochons d'Inde sont surtout en vogue en Allemagne et dans les pays anglo-saxons. Les lignées sont sélectionnées avec patience selon des critères très précis et les individus choisis pour concourir sont soignés tout particulièrement dans les deux ou trois mois avant la date d'exposition : cage individuelle pour les mâles, petits groupes de 2 ou 3 pour les femelles, nourriture et litière de choix, toilettage, etc. Toutes les dispositions sont prises pour que l'animal soit au mieux de sa forme le jour J afin d'être le gagnant de sa catégorie.

### Animal de compagnie

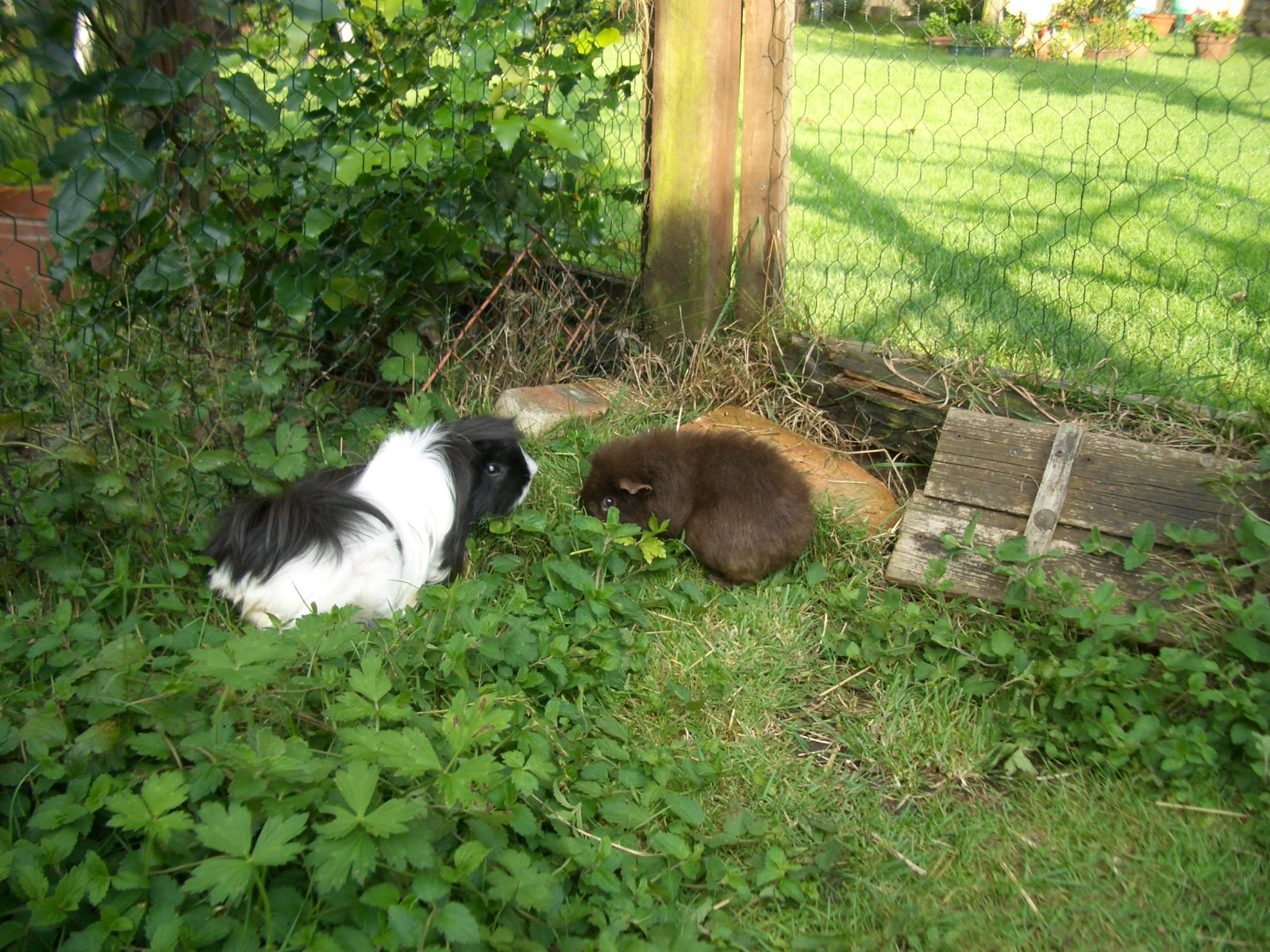
Deux cobayes dans un enclos extérieur.

Vers 1950, le cobaye sort des laboratoires grâce à son comportement placide, il devient un animal de compagnie[réf. nécessaire].
Le cochon d'Inde est un animal domestique de plus en plus courant en raison de son faible coût et de sa non agressivité vis-à-vis des hommes. Il est souvent choisi comme compagnon pour un enfant et lorsque l'on ne dispose pas d'assez d'espace pour adopter un chat ou un chien.
Contrairement à d'autres rongeurs, souris notamment, le cobaye ne dégage qu'une faible odeur si on s'en occupe bien . Toutefois, le mâle une fois à maturité sent plus fort que la femelle.
Mieux vaut éviter le moindre contact entre le cochon d'Inde et d'autres animaux. Certaines personnes les mettent avec des lapins (nains ou pas) mais il faut y faire attention car le comportement du lapin peut être agressif et le cochon d’inde ne pourra pas se défendre. Il faut donc prendre ses précautions pour faire cohabiter ses cochons d'Inde avec d'autres espèces.
Il vaut mieux éviter aussi de mettre deux cochons d'Inde de sexe différent dans la même cage sauf si l'un d'entre eux est stérilisé. Les cochons d'Inde ont un taux de reproduction exponentiel, ce qui serait à la fois mauvais pour la santé de la femelle et indésirable vu le nombre de petits conçus. La meilleure option est d'avoir deux cages situées l'une à côté de l'autre. Il est possible de mettre deux mâles dans la même cage, à condition qu'ils aient grandi ensemble depuis leur naissance, préférez tout de même deux femelles.
On dit qu'il ne faut jamais rien faire tourner au-dessus de leur tête car cela leur rappelle le mouvement des prédateurs et des rapaces. L'animal risque d'être terrorisé.
Un cochon d'Inde a besoin d'un minimum d'espace vital. La majorité des cages vendues dans le commerce ne constituent pas un espace assez grand pour que votre cochon d'inde puisse courir et être heureux. Le cobaye peut tout à fait vivre seul. Dans ce cas, le propriétaire devra jouer avec lui, et lui apporter la compagnie nécessaire, car c'est un animal grégaire. Il est donc préférable de mettre deux cobayes ensemble. Préférez les cages faisant au moins 80 cm pour un cobaye tout seul ou 1,20 m pour deux cobayes. On peut aussi les garder dans un enclos extérieur sous certaines conditions, en prenant garde aux prédateurs.
La détention d'un cobaye tout seul est interdite en Suisse au titre de la loi sur la protection des animaux de 2008.

## Le cochon d'Inde dans la culture

### Noms vernaculaires et expressions populaires
Dans le langage courant le mot « cobaye » est souvent employé comme métaphore pour un sujet d'expérimentation scientifique.
Le cobaye est également connu sous différents noms vernaculaires dans certaines régions françaises : « gouri » en Isère, en Savoie ou dans la Marne (proche de goret), « caouïc » ou « porc marin » en Normandie et en Picardie, « goui-goui » ou « porc de mar » en Limousin, « cochon de mer » dans la vallée de l'Arve et « conhic » en gascon (proche de l'espagnol conejo : lapin), ou encore « rat de mer » dans une partie de l'Auvergne.
La façon dont ils sont venus à être considérés en tant que « porc » ou « cochon » dans le langage vernaculaire n'est pas exactement connue, mais les bruits que font les cochons d'Inde ressembleraient à ceux des porcs aux oreilles de certaines personnes. Ceci ne s'est pas produit seulement en français : 
- le mot anglais correspondant est guinea pig, soit « cochon de Guinée »[12]. Une étymologie populaire propose « cochon valant une guinée » (ancienne monnaie anglaise)[12]. Elle est erronée, le nom de l'animal étant antérieur à celui de la monnaie ;
- le mot allemand meerschweinchen veut littéralement dire « petit cochon de mer » (comprendre « qui a voyagé par bateau »)[12] ;
- le mot russe morskaja svinka veut dire « petit cochon de mer » ;
- le polonais świnka morska aussi veut littéralement dire « petit cochon de mer »[12] ;
- le néerlandais utilise guinees biggetje (porcelet de Guinée) ou « cochonnet d'une guinée », cavia qui renvoie au nom scientifique[12] ou encore huiscavia (cavia domestique) ;
- l'italien, via son porcellino d'India, a la même signification qu'en français ;
- le suédois opte pour un simple marsvin traduisible en « cochon de mer »[12] ;
- l'espagnol est plus biologiquement crédible grâce à un conejillo de Indias, soit « petit lapin des Indes »[12] ;
- la langue provençale le dénomme pòrc d'India, pòrc marin ou pòrc de mar ainsi que lapin de Barbariá (signifiant « lapin exotique » plutôt que « lapin de barbarie »)[57] ;
- le roumain l'appelle simplement cobai.

Quant à la deuxième partie du nom, « d'Inde », elle est due à une erreur. En effet, le cobaye est bien originaire d'Amérique du Sud mais Christophe Colomb a confondu cette partie d'Amérique avec les Indes.
François Cavanna dans Le saviez vous ? a, à ce propos, la phrase suivante : « Si l'on examine un cochon d'Inde, on s'aperçoit avec stupeur que ce n'est pas un cochon et qu'il n'est pas d'Inde. Seul le « D' » est authentique. »

### Dans l'art
Il existe de nombreuses représentations du cochon d'Inde dans l'art. La galerie en ligne Guinea Pigs in Historical Art Museum répertorie les oeuvres d'art dans lesquelles figurent des cochons d'Inde.
Des artistes comme Jakob Samuel Beck (de), Jacob van der Kerckhoven, Jan Brueghel l'Ancien, Jan Brueghel le Jeune, Giovanni Agostino Cassana, Melchior d'Hondecoeter, David de Coninck, Jan van Kessel, Jan van Kessel le Jeune, George Morland, Jean-Honoré Fragonard, Wally Moes,Frans Werner Tamm, Felice Boselli, Bartolomeo Bimbi, Jean-Baptiste Belin de Fontenay, John Singer Sargent, Théodore Géricault, Adolf Dietrich, Norbertine Bresslern-Roth, Sara Bisschop (nl), Lucy Wall ont représenté le cochon d'Inde dans leurs peintures.

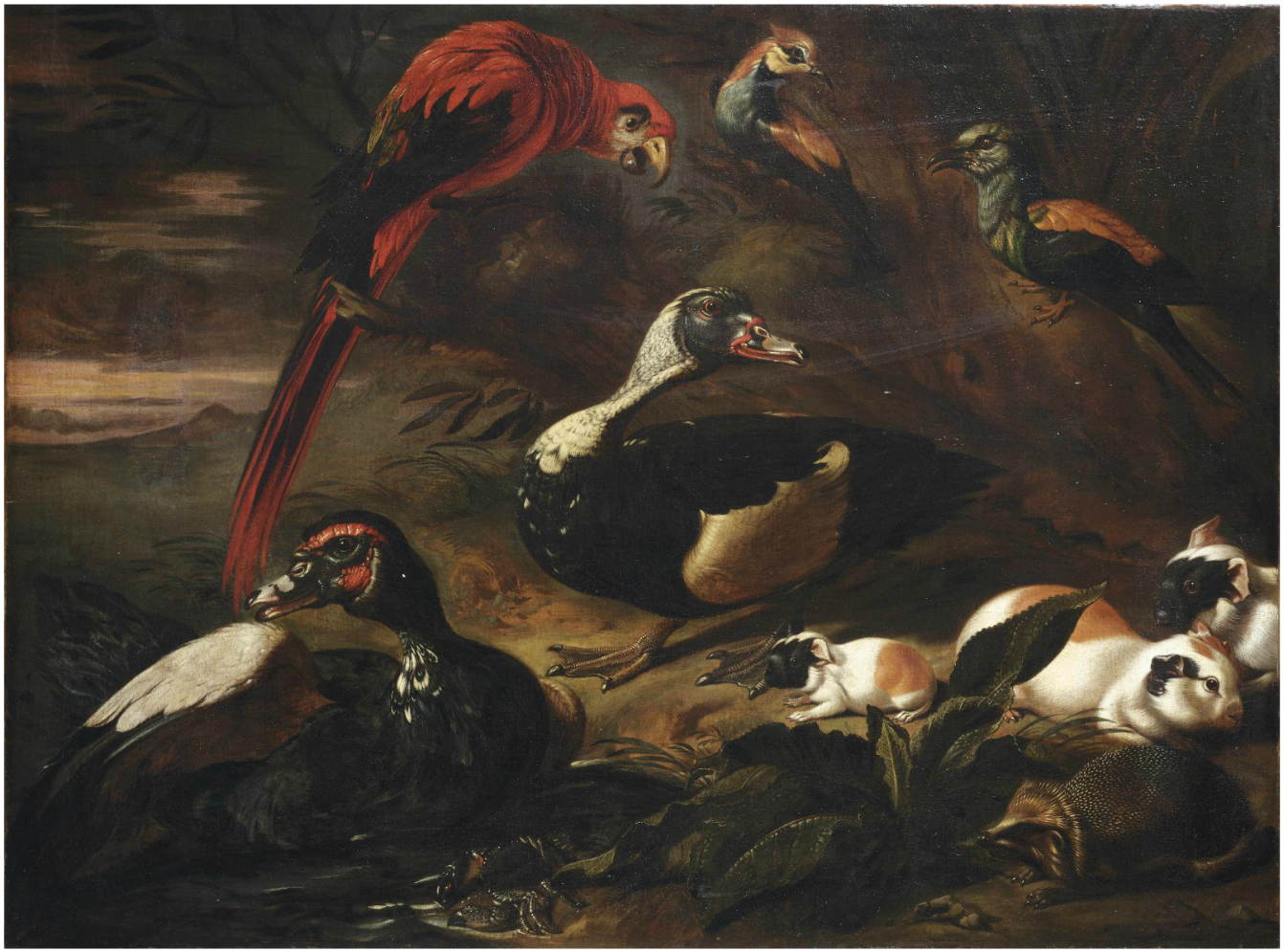
Jacob van der Kerckhoven (1636-1712), Paysage avec trois cochons d'Inde.
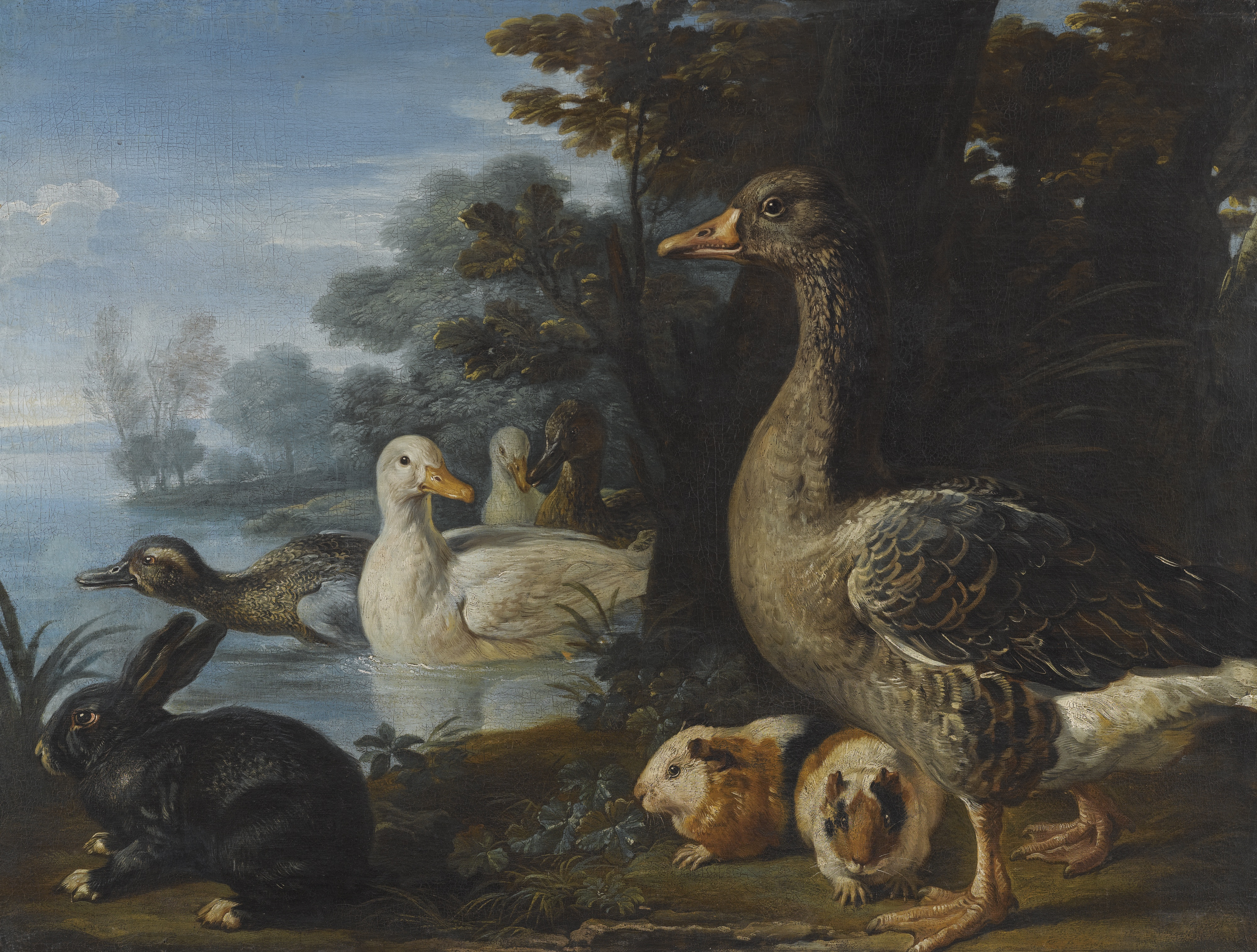
David de Coninck (1642-1703), Canards, cochons d'Inde et lièvre.
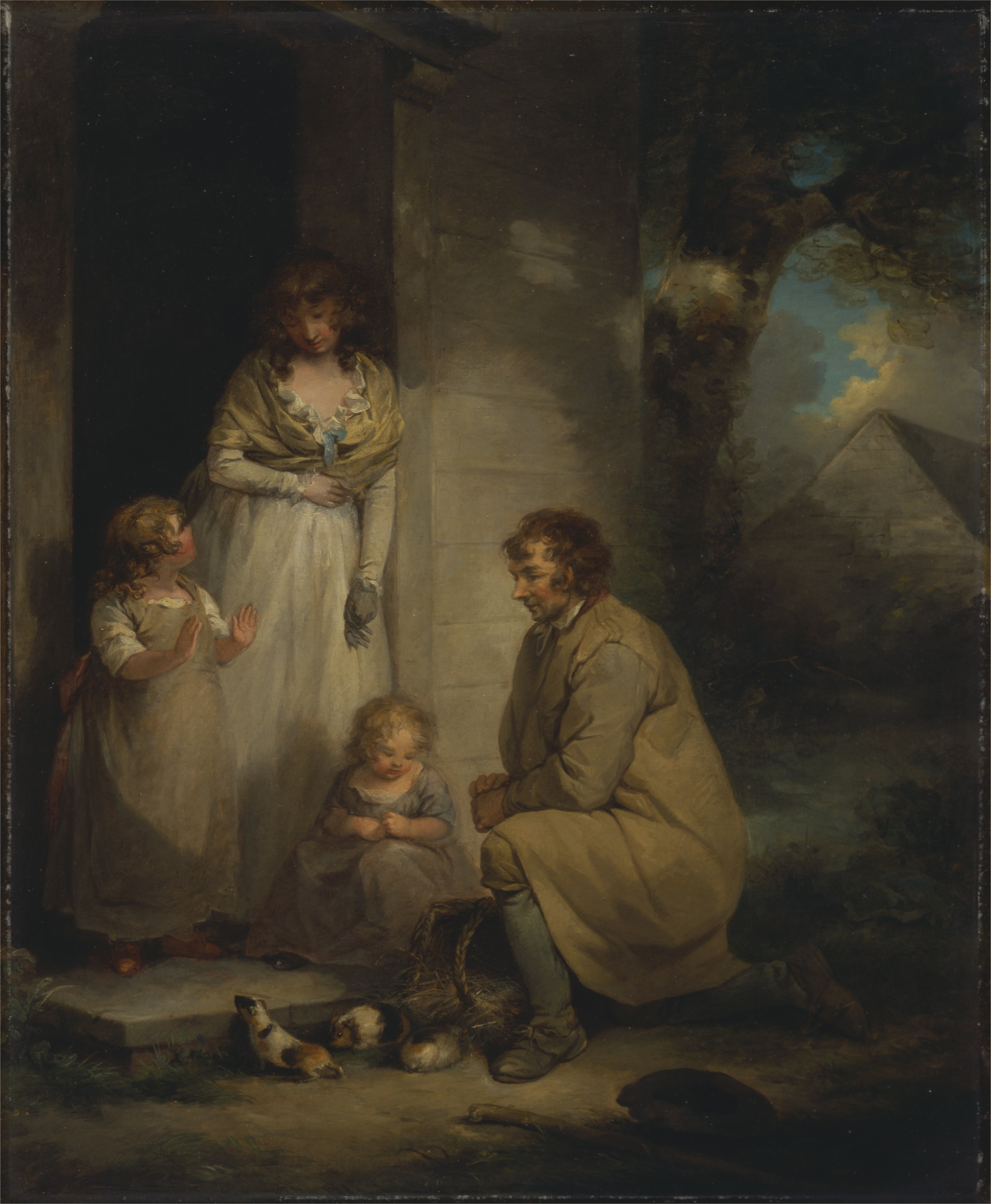
George Morland (1763-1804): la vente de cochons d'Inde.
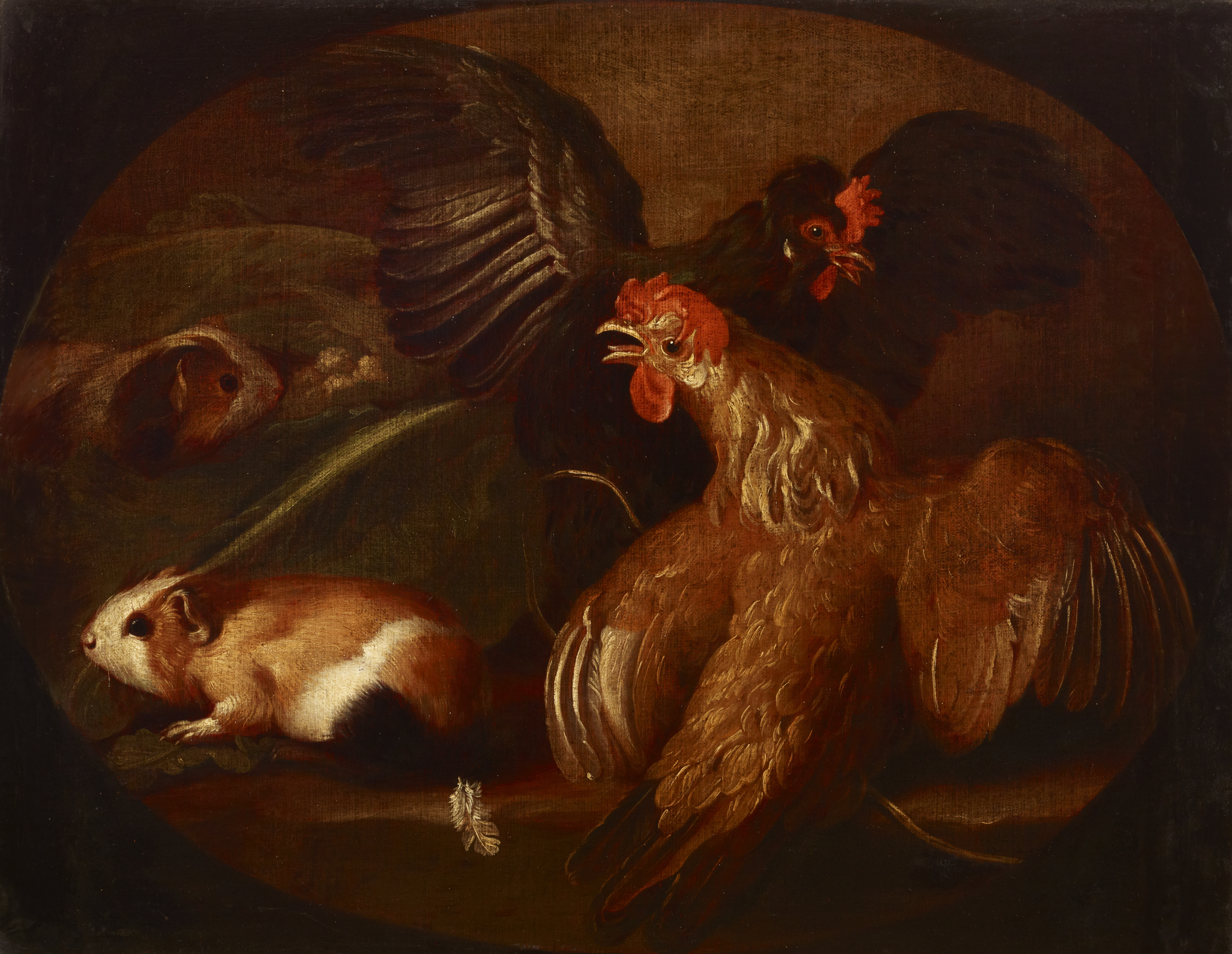
Giovanni Agostino Cassana (1658-1720), Poules et cochons d'Inde.
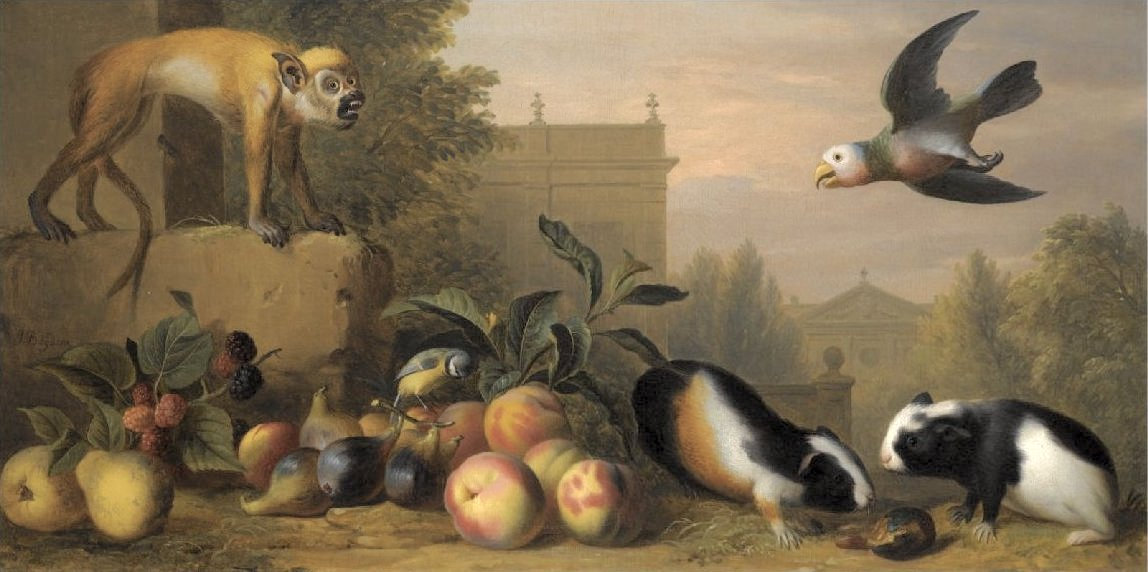
Jakob Bogdani  (1658–1724), Oiseaux et cochons d'Inde.
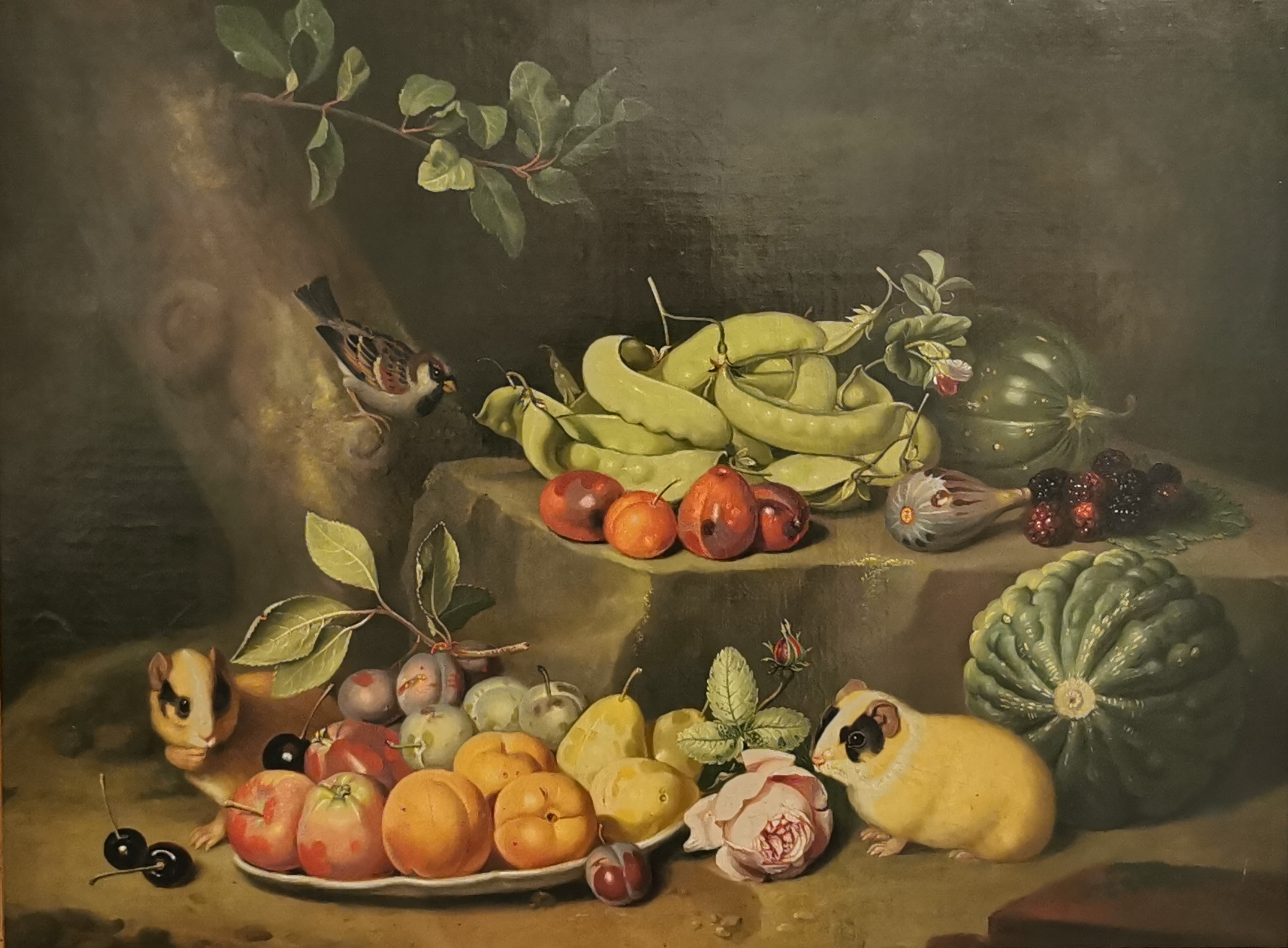
Jakob Samuel Beck (1715-1778), Nature-morte aux cochons d'Inde.
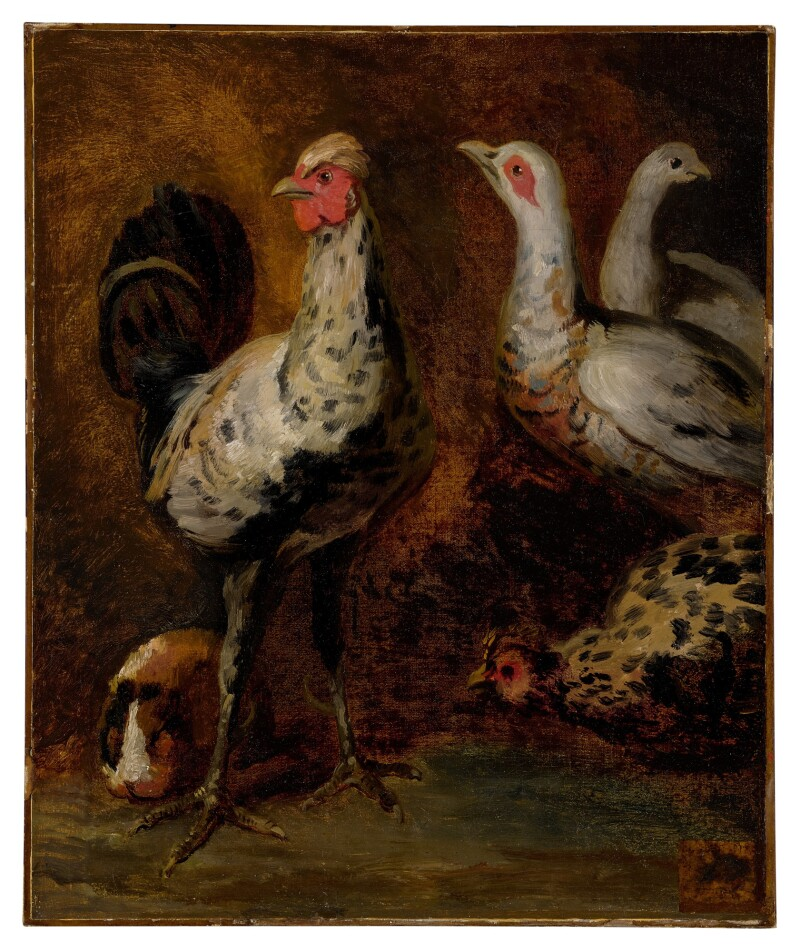
Théodore Géricault (1791-1824), Coq, poules et cochon d'Inde.
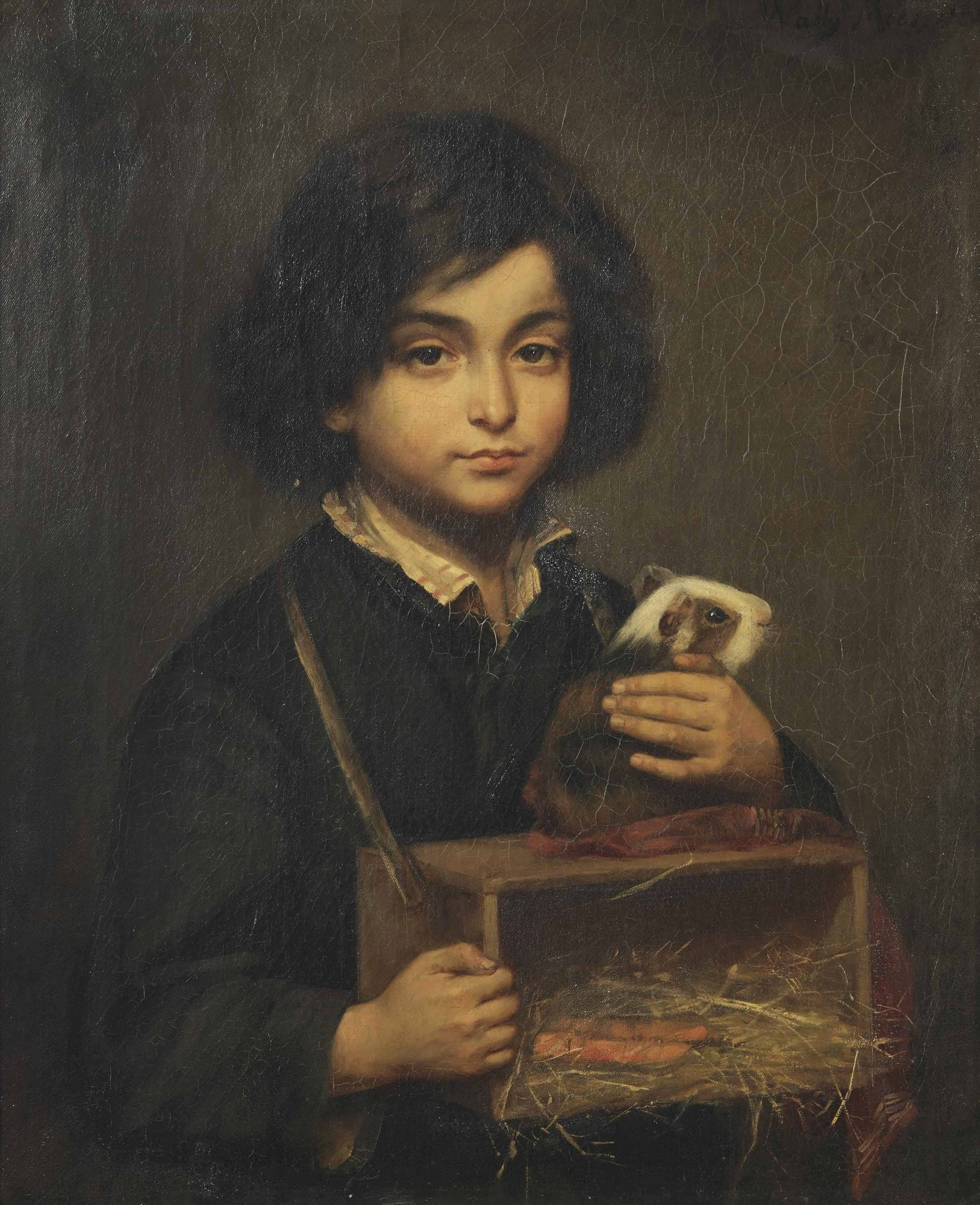
Wally Moes (1856 - 1918), Garçon au cochon d'Inde.

- Une sculpture représentant trois cochons d'Inde est présente sur l'île allemande de Riems. Elle rend hommage aux cochons d'Inde utilisés sur cette ile pour des expérimentations médicales.
- Dans la cathédrale de Cuzco, au Pérou, une représentation de la Cène, peinte par Marcos Zapata (1710-1773), montre le Christ et les apôtres réunis autour d'un plat de cochon d'Inde rôti[59].

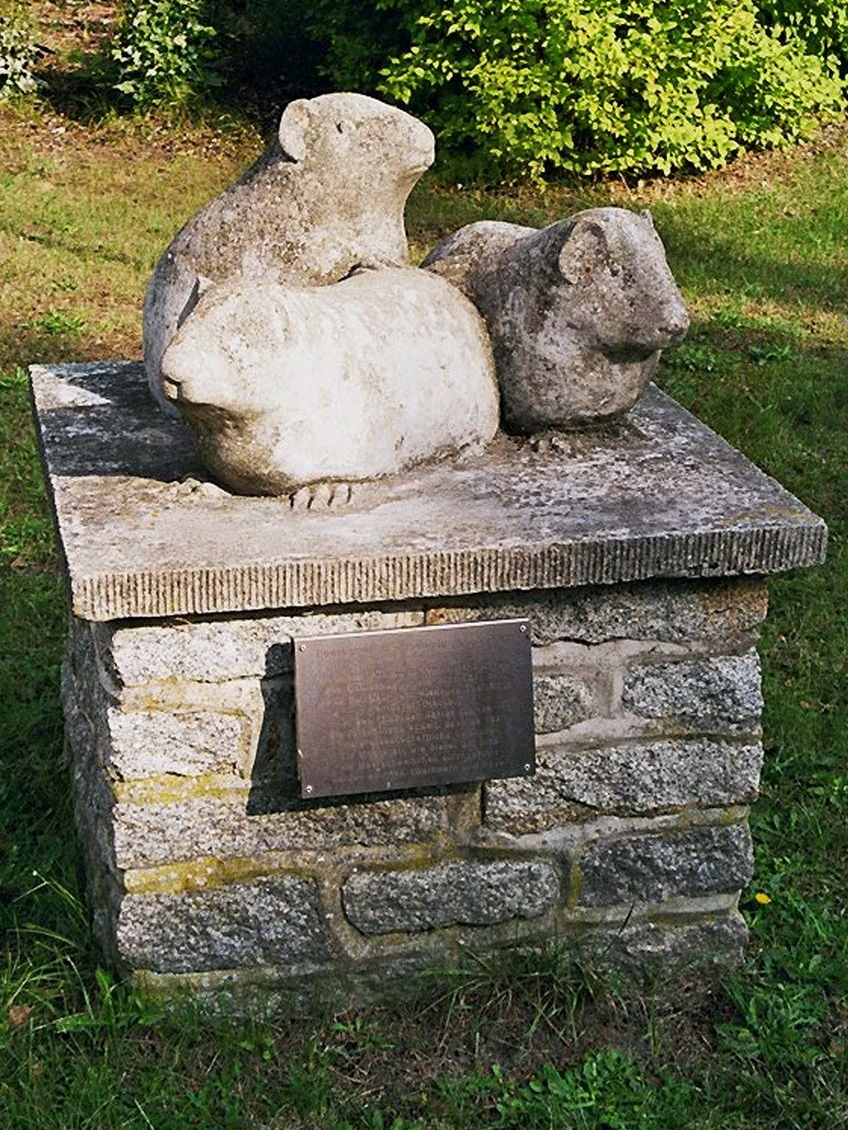
Sculpture avec 3 cochons d'Inde sur l'ile de Riems.
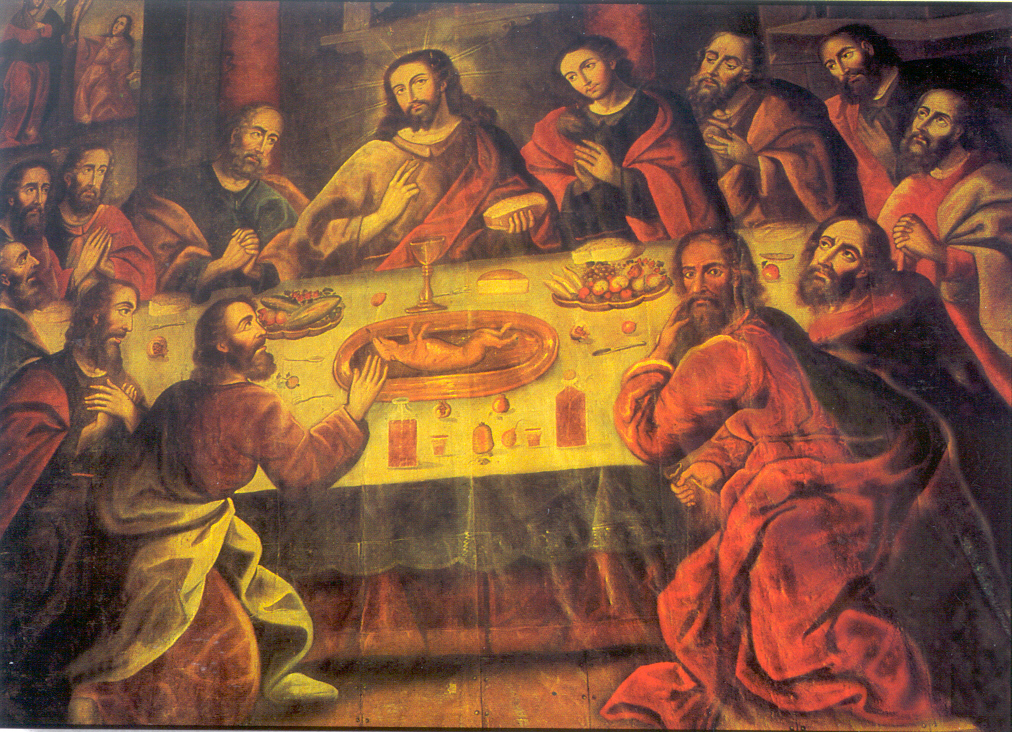
la Cène autour d'un plat de cochon d'Inde rôti. Cathédrale de Cuzco
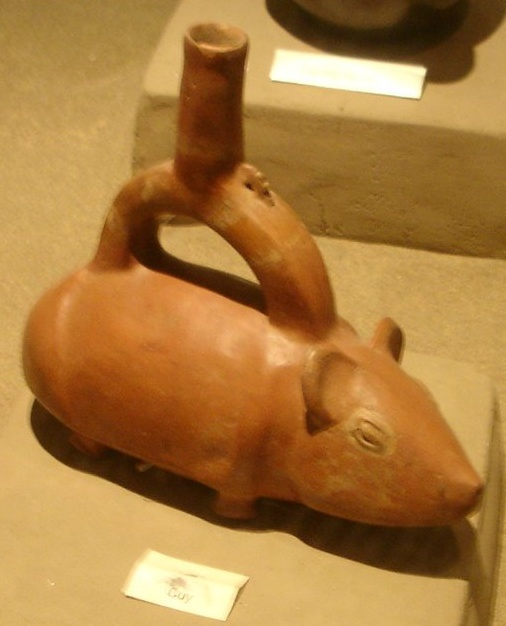
Poterie précolombienne représentant un cochon d'Inde, musée archéologique de Lima

### Divers
L'humoriste français Bruno Salomone a fait en 2000 un spectacle intitulé N'est pas cochon d'Inde qui veut, incluant notamment le sketch à succès Le cochon dinde.
Dans l'épisode "Pandémie 2, la Terreur" de la série South Park , les cochons d'Inde sont des monstres attaquant et détruisant les villes sous diverses formes (abeilles d'Inde, lapin d'Inde, T-rex d'Inde...).
Le Cochon d'Inde ou la bonne expérience, comédie musicale en 1 acte, de 1928. Livret et lyrics de Jacques Yveline, musique de Georges Stalin. Jacques, amoureux de Francine, a des doutes concernant sa moralité et sa fidélité. Bernard, son ami, va jouer le « cobaye » afin d'évaluer et tester la future promise.